# Gastronomía de Brasil

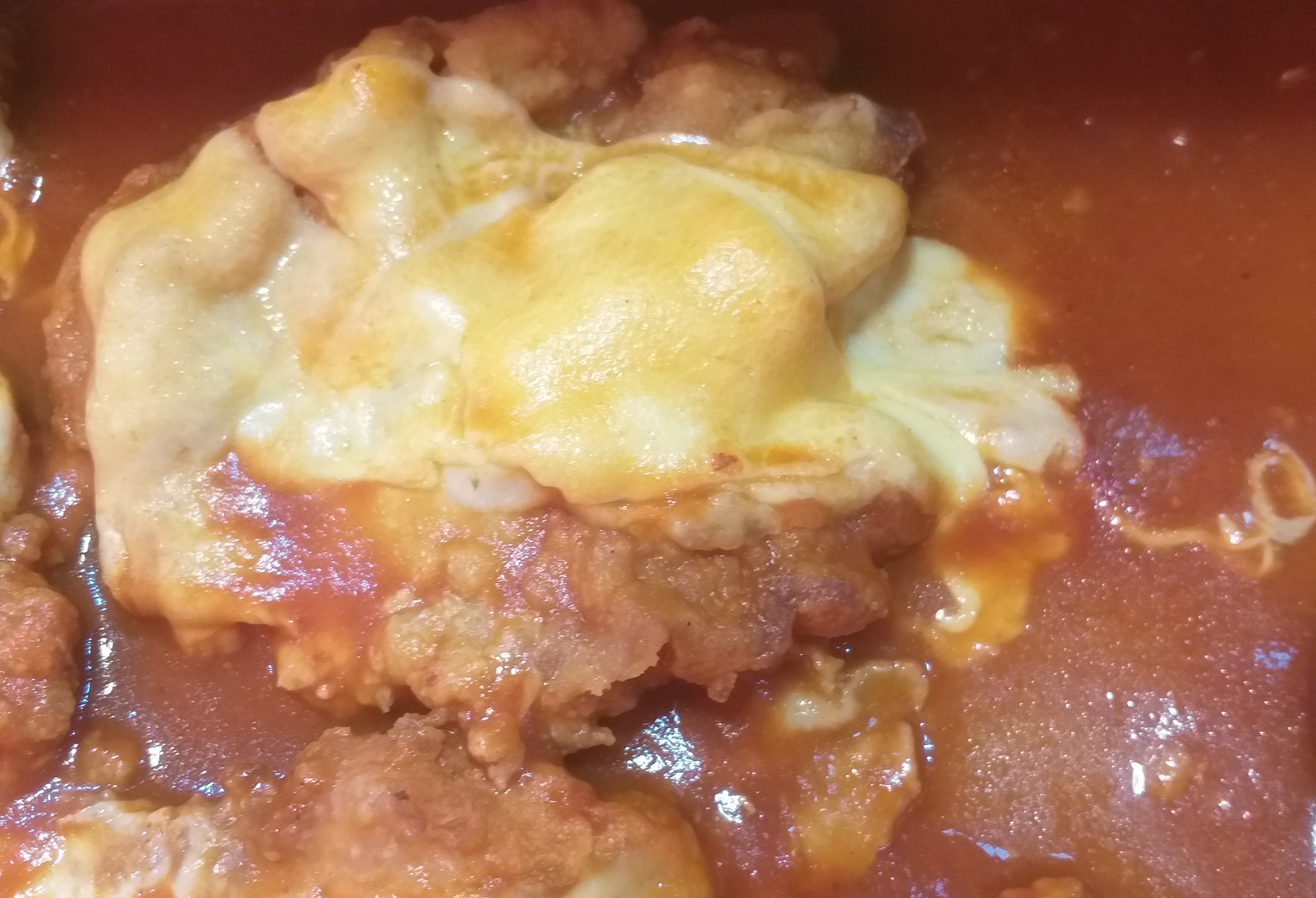
Bife à parmigiana, uno de los platos más tradicionales y típicos de Brasil.

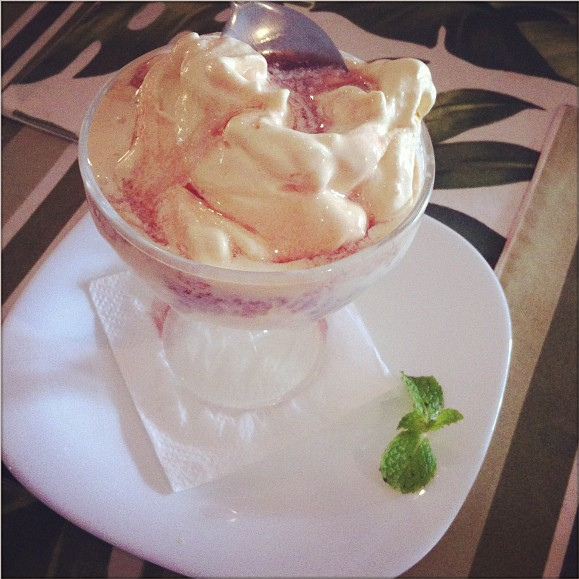
Crema de papaya con cassis.

La gastronomía de Brasil se ve enriquecida por 3 grandes grupos, el indígena, el europeo y el africano.

## Nativos

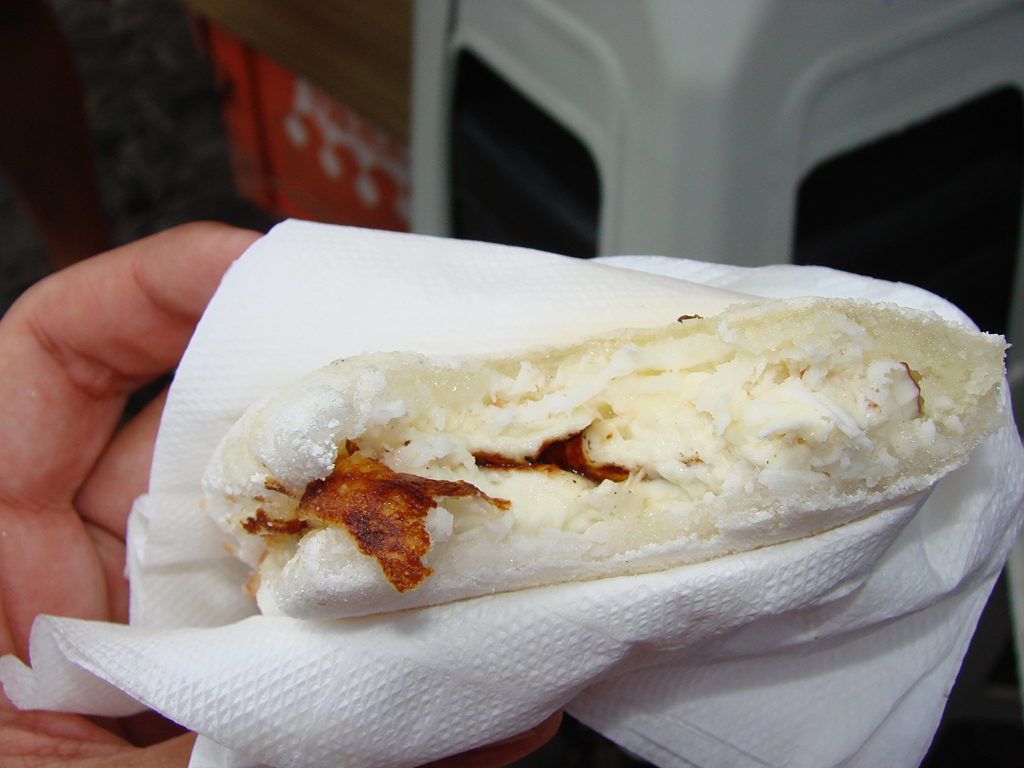
Tapioca.

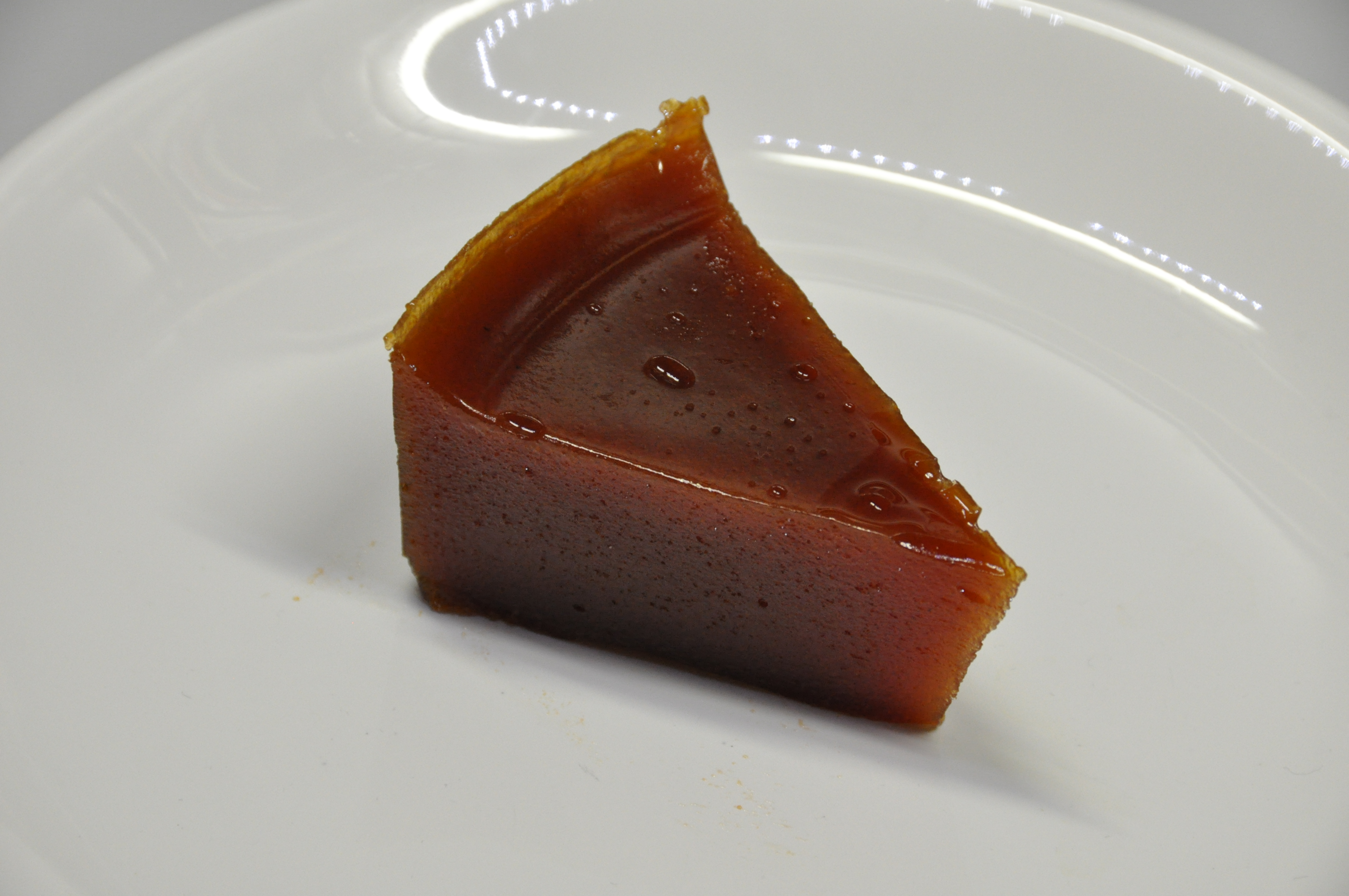
Goiabada.

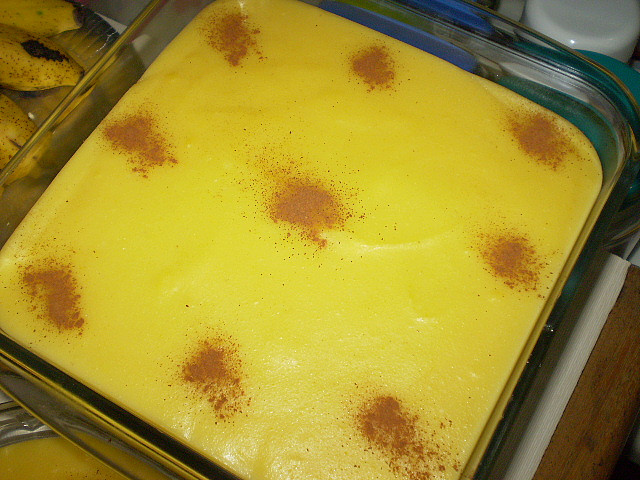
Curau es un postre dulce brasileño elaborado con jugo prensado de maíz verde, cocinado con leche y azúcar.

La alimentación tiene como ingredientes la mandioca, en forma de harina y de beijus, además de frutas, verduras, pescados, caza, maíz, patata y legumbres, con la llegada de los esclavos traídos de África. Todos los pueblos indígenas conocían el fuego y lo utilizaban tanto para cocinar como para la realización de rituales. Las principales formas de preparar la carne mediante asado en un panel de barro sobre tres piedras (trempe). en un horno subterráneo (biaribi), clavados en estacas y expuestos al fuego —origen del churrasco de Rio Grande do Sul— se colocaba sobre una armazón de madera y se ponía a secar para que así se pudiese conservar (moquém) o algunas veces cocerla. En biaribiri colocaban una cama de hojas grandes introducidas en un agujero y sobre ellas la carne para ser asada, se ponía sobre ella otra camada de hojas y otra de tierra, haciendo finalmente de todo una hoguera de donde habría surgido el modo de preparar el barreado. Algunas veces la carne cocida servía para preparar el de mandioca, água y caldo de carnes. Había dos formas de prepararla: cocido o escaldado
En la primera, el caldo es mezclado con harina para ganar consistencia, en la segunda simplemente se mezclan dando lugar a un pirão más ligero.
Quitando la puerca. La carne de caza era la otra fuente principal de alimento.
Las principales formas de carne procedían de mamíferos como la carne de cerdo (porco-do-mato), o queixada, o caititu, la paca, o el venado, los macacos y la anta.
Generalmente eran preparados con piel y vísceras, el pelo quemado y los órganos caite tu caite yo internos eran tras la comida retirados y repartidos.
La pesca, de peces, moluscos y crustáceos, se realizaba con arco a pequeñas hola sin llegar a haber una especie más apreciada que otras.
Los mayores eran asados y los más pequeños eran cocidos o servían para hacer caldo o mismamente un pirão.
Algunas veces se secaban los peces y se hacía con ellos una harina que podía ser fácilmente transportada durante los viajes. La paçoca se producía de la misma manera, se elaboraba con la carne de harina de mandioca, alimento posteriormente adaptado con castañas de cajú, amendoins y azúcar en lugar de la carne y se transformaba en un dulce
Para temperar un alimento usaban la pimienta o una mezcla de pimienta y sal pilada llamada, ijuqui.
Siempre se colocaba en el lugar donde se iba a comer junto con el alimento, para que cada comensal lo sazonara al gusto, generalmente se lo vertían en la boca. La sal era obtenida a partir de diferentes procesos de secado del agua de mar, en salinas naturales —sal mineral— o a partir de ciertos vegetales.
 Entre los alimentos líquidos indígenas se encuentra el origen de la tacacá, del tucupí, de la canjica y de la pamonha. El primero surge a partir del jugo de la mandioca cocida, llamado manipueira, mezclado con caldo de pescado o carne, ajo, pimienta y sal. y el segundo a partir del hervor del jugo anterior pero durante más tiempo. La canjica era una pasta de mijo puro antes de ser mezclado con leche, o azúcar y la canela. era una adaptación, como la mungunzá, nombre africano para el mijo cocido con leche, y curado elaborado hasta que el mijo se pone grueso. La pamonha era un bollo más grande elaborado también de maíz o arroz todo ello envuelto en hojas de banano
Fabricaban también bebidas alucinógenas para reuniones sociales o religiosas como la jurema en la Nordeste.
Con sus ingredientes y técnicas la gastronomía indígena formaría la base de la gastronomía brasileña y le dio su autenticidad, con la mandioca como ingrediente nacional, pues es incluido en la mayoría de los platos.

## Esclavos

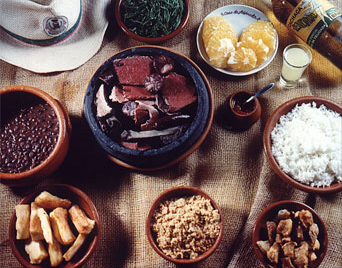
Feijoada.

La alimentación cotidiana incluida en la cocina de África durante el siglo XVI incluía arroz, frijoles (feijão), milhetos, sorgo y cuscús. La carne era en su mayor parte procedente de la caza abundante en antílopes, gacelas, búfalos, aves, hipopótamos y elefantes. Pescaban poco, generalmente de arpa, redes y arco. Criaban ganado ovino, bovino y caprino, mas la carne de los animales de crianza era en general destinada a los sacrifício e intercambio económico; servían como reserva monetaria Preparaban los alimentos asados, tostados o cocidos y para sazonar la comida tenían aprecio por las pimientas, mas también utilizaban acites vegetales, como el aceite de palma que acompañaban a la mayoría de los alimentos.
La base de la alimentación de los esclavos provenientes de África era la harina de mandioca. Aunque la dieta variaba según la función que acometía el esclavo, es decir si estaban en el entorno urbano o rural, de si su propietario era rico o pobre. La alimentación de los esclavos de las propiedades ricas incluían canjica, feijão-preto, tocino, carne-seca, laranjas, bananas, harina de mandioca y lo que pudiese pescar o cazar; los esclavos de las aldeas pobres se alimentaban de harina farinha, naranjas y bananas.
En las ciudades la venta de algunos platos podría haber mejorado la alimentación de los esclavos a través de los recursos extras conseguidos, mas ellos tenían la libertad de plantar los productos de la tierra para consumo en el pedazo de tierra cedido por el señor al contrario que los esclavos del campo.
Las especias empleadas eran por regla general el azafrán, el aceite de palma y la leche de coco. Este último tiene su origen en la India y sería empleado en la costa este de África en el siglo XVI, siendo llevado a Brasil donde fue empleado para cocer pescados, mariscos, o arroz-de-coco, así como el cuscús. Es muy apreciado en la actualidad el cuscús y es conocido debido a los esclavos procedentes de los territorios del norte de África (cocina del Magbreb). se elabora en la actualidad con arroz, sorgo, milhetos o harina de trigo y es consumido con moluscos.

## Inmigrantes

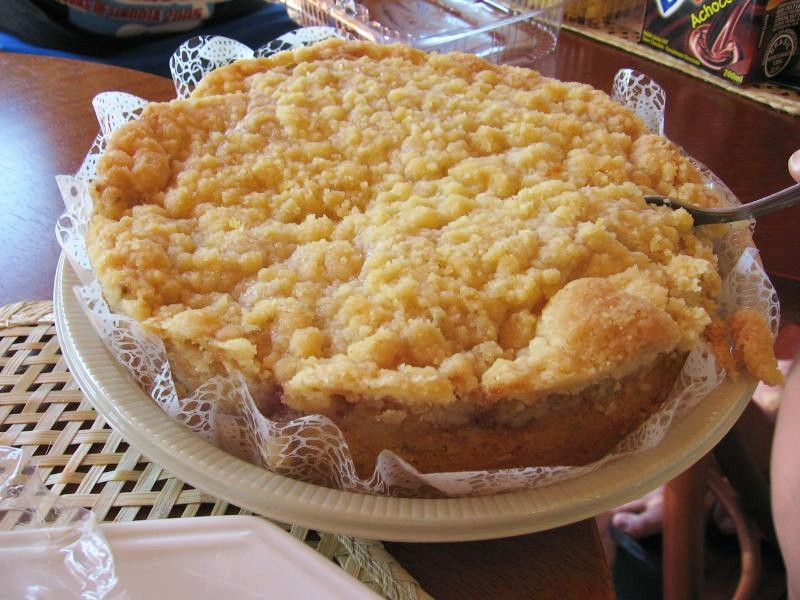
Cuca, un pastel de tabla elaborado con huevos, harina de trigo, mantequilla y cubierto de azúcar, muy similar al Streuselkuchen, un pastel tradicional de la cocina alemana. Es típico de la región sur de Brasil. En la foto, una cuca brasileña cubierta de plátano.

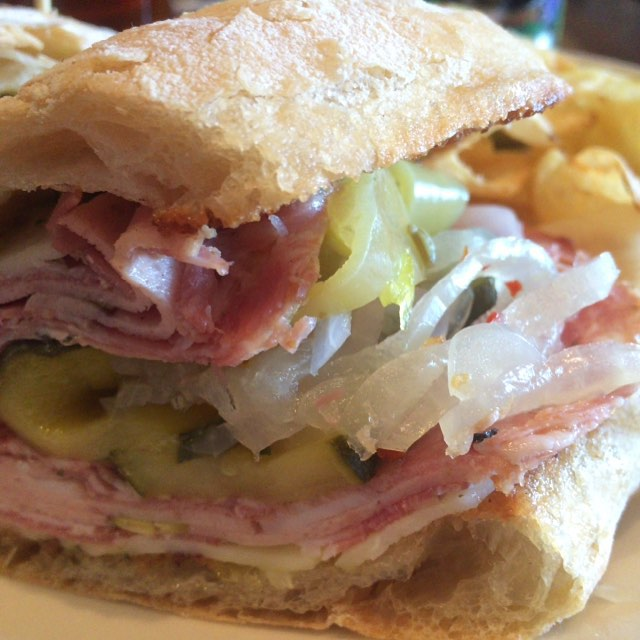
El sándwich de mortadela es muy común en São Paulo debido a la inmigración italiana.

Los inmigrantes llegados a Brasil durante desde el siglo XIX hasta los inicios del siglo XX se encuentran alemanes, italianos, españoles, sírio-libaneses, japoneses, etc. de todos los inmigrantes las mayores influencias sobre la cocina brasileña corresponden a los alemanes e italianos. Los inmigrantes alemanes en Brasil son muy numerosos, emigraron de diferentes regiones de Alemania y residieron en el sur y suroeste del país y apenas modificaron las costumbres y los ingredientes de los portugueses. como la cerveza, la carne en salazón, sobre todo de cerdo, y las patatas. Al mismo tiempo que mantuvieron el consumo de algunos géneros de salchichas, y mortadela, o tocino. No obstante se adaptaron bien y sustituyeron muchos de los ingredientes de su tierra natal por materiales autóctonos. Las comidas de los inmigrantes alemanes no se difundieron por el país.
De los inmigrantes italianos, se puede decir que eran un mayor número y tuvieron interés en elaborar su pasta, por esta razón incorporaron los cultivos de trigo a gran escala,
El maccheroni italiano (macarrão) se convirtió en el alimento importante de la población. al lado de los feijão, del arroz y de las carnes. No obstante aparte de los macarrão se fueron incorporando a la cocina brasileña otras pastas italianas como la pizza, o el ravioli y la misma lasagna así como los risottos y la polenta. De igual forma se divulgaron los helados de sobremesa
Se hizo fuerte el gusto por el queso, empleado en las masas. tanto que el queso es consumido con dulces y frutas, como con la goiabada, o el sozinho assado,
Durante el periodo colonial la mayoría de la población poseía una alimentación muy variada e incluía la popular farinha de mandioca, los feijões y las carnes-secas. El feijão-preto es de origen sudamericano a pesar de que otras especies ya eran conocidas en Europa como las judías carillas, que eran de consumo más común en Portugal. Los feijão eran plantaciones típicamente domésticas y su plantación estaba a cargo de las mujeres, ya que los hombres se ocupaban de otras plantaciones. Al igual que la harina de mandioca, era, y es hoy en día un elemento principal da alimentación diaria, se expandió por el territorio nacional acompañando las migraciones internas de población del interior del nordeste con la ganadería hacia el centro-oeste y sudeste con la búsqueda del oro así como al sur, debido a cuestiones fronterizas en los siglos XVIII y XIX. Los esclavos tenían una dieta compuesta básicamente de mandioca y maíz cocidos o en la forma de harina, las feijões, las bananas y naranjas así como los tubérculos. Sólo en los días festivos había gran abundancia y diversidad de platos en la mesa. Las frutas eran agradecidas en la dieta diaria. haciendo posible el hábito de beber jugos traído por los portugueses, franceses y holandeses, Muchas frutas fueron llevadas por los portugueses como la jaca, la manga y el jambo en el siglo XVIII y algunas brasileñas fueron llevadas a otras colonias. Las frutas acompañan a los platos salados como pasa en la feijoada y las carnes, y preparados esto es una influencia indígena y africana en la alimentación.
Algunas frutas se separaban para los infantes y muchas supersticiones rodeaban al consumo de otras. Como los alimentos no podían ser conservado por mucho tiempo al aire libre los colonos se encargaban de hacer dulces y compota así como salazón de carnes secas.Una de las en Brasil son las naranjas.

## Alimentación diaria

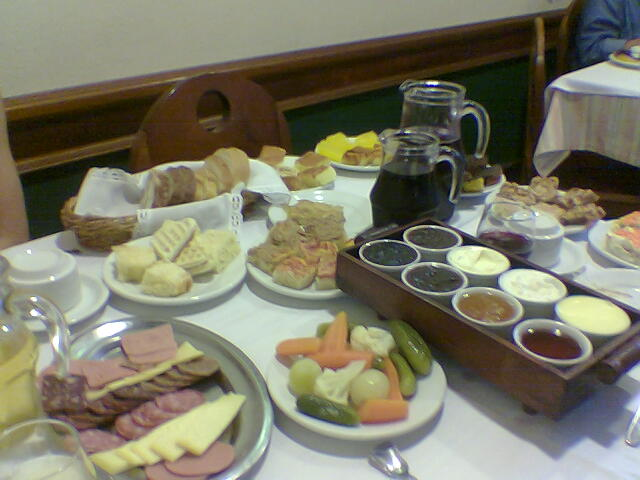
Un bufet de desayuno brasileño en Gramado.

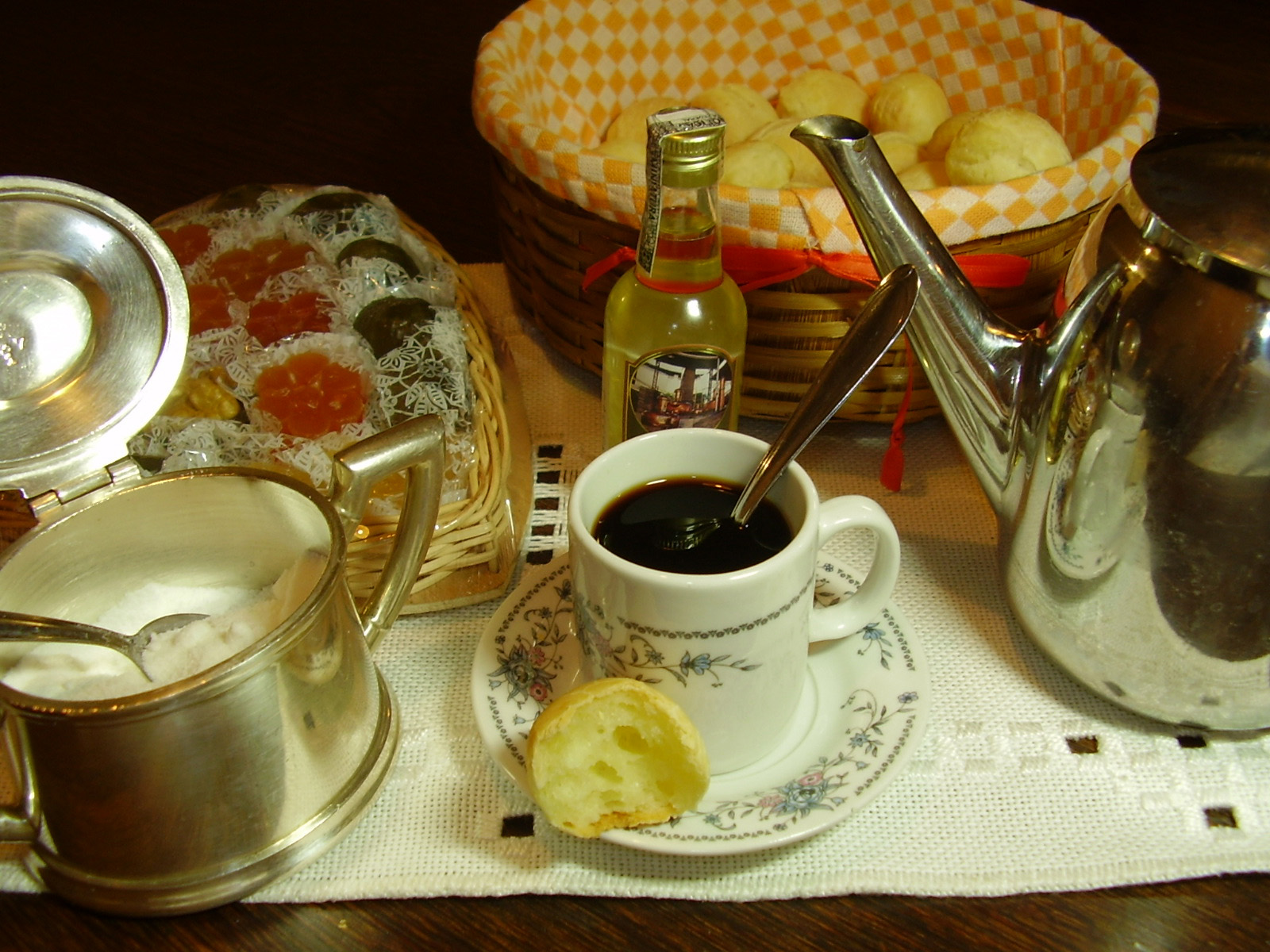
Pan de queso, café y una botellita de cachaça.

La alimentación de cada día se realiza en tres partes e involucra el consumo de café con leche (café-com-leite), pan (pão), frutas, bolos y dulces, en el café da manhã (desayuno), frijoles con arroz (feijão com arroz) en el almuerzo, este alimento es básico y a veces muy identificado con el pueblo de Brasil, los macarrão, carne, alguna ensalada y purê de batata, en la cena (jantar) se sirven sopas y también diversas comidas regionales. Las bebidas destiladas fueron traídas por los portugueses y fabricadas en Brasil como la cachaça. El vino (vinho) es también muy consumido, algunas veces mezclado con agua y azúcar, es conocida la sangría. La cerveza comenzó a ser bebida a finales del siglo XVIII y en la actualidad es una de las bebidas alcohólicas más comunes.
Los hábitos alimentarios varían bastante de región a región de acuerdo con la historia, tanto que es normal que los propios brasileños de un extremo desconozcan los platos del otro extremo opuesto. De esta forma en el litoral de la Região Nordeste do Brasil existe una gran influencia de la cocina africana en la cocina, es de mencionar el acarajé, el vatapá y el molho de pimenta; en la Região Norte do Brasil existe una mayor influencia de los indígenas, se nota en el uso de la mandioca y de los pescados; en la Região Sudeste do Brasil existen platos diversos como el feijão tropeiro e angu muy ligados a los bandeirantes, en Minas Gerais, y a la pizza en São Paulo, influencia de los inmigrantes italianos; y en la Região Sul do Brasil existe una fuerte influencia de la cocina italiana que se puede ver en platos como la polenta así como de la cocina alemana. El churrasco es típico de Rio Grande do Sul.

### Norte
Los platos del norte de Brasil tienen mayor influencia de los ingredientes indígenas. Los platos incluyen el pirarucu de casaca, preparado con aceitunas, huevos y cheiro-verde, la tacacá, el açaí, o el pato no tucupi, consumido generalmente en la época del Círio de Nossa Senhora de Nazaré, así como la maniçoba.

### Noreste

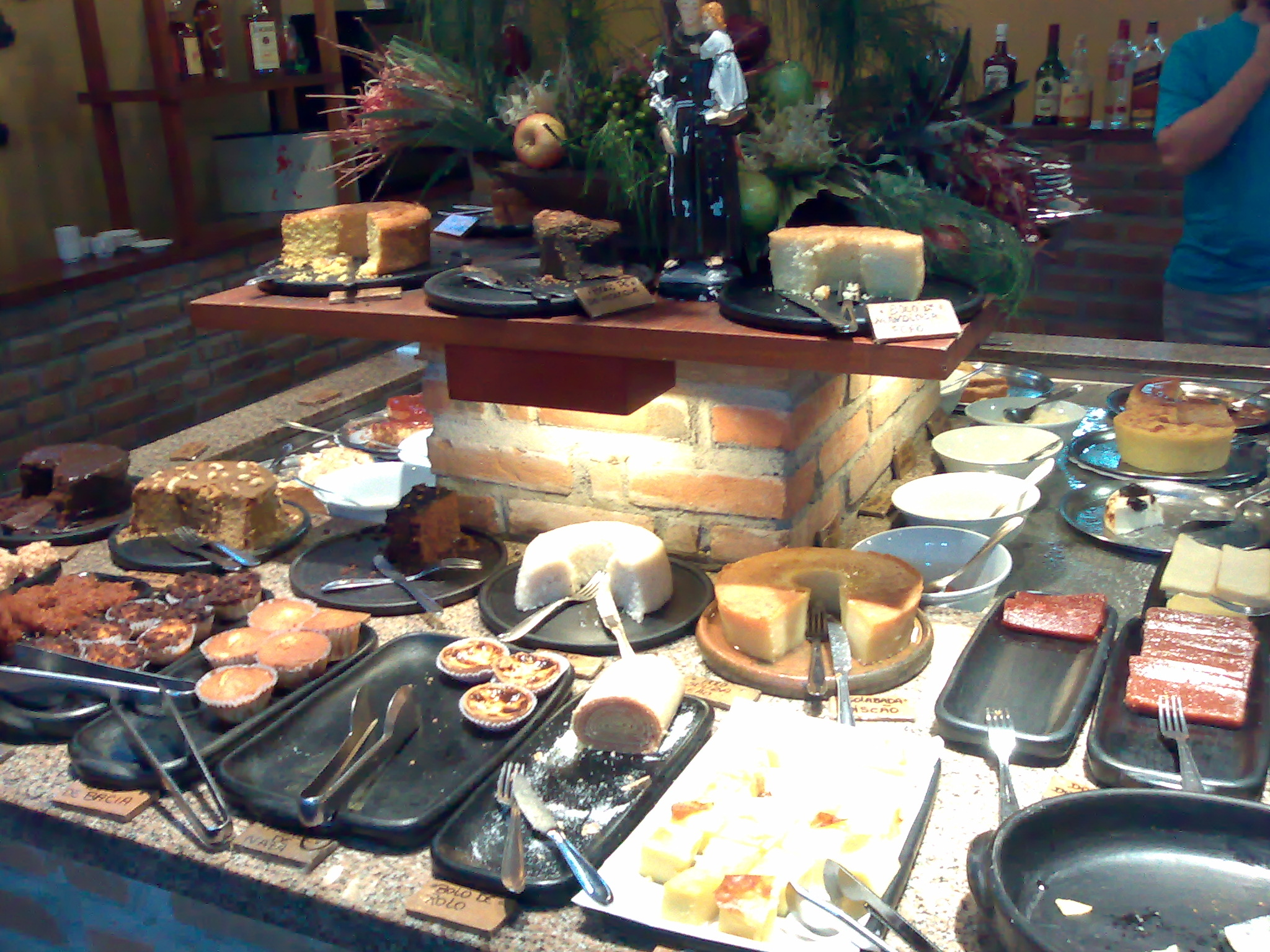
Comida regional brasileña en Recife.

Los platos característicos de la Región Nordeste de Brasil incluyen el vatapá, la moqueca (ambos con moluscos y aceite de palma), el acarajé (una especie de bollo de frijoles blancos y cebolla frita en aceite con camarones, pimienta vermelha, tomado por el Instituto do Patrimônio Histórico e Artístico Nacional como patrimonio imaterial en 2004), y el caruru (quiabo y castañas de caju, camarones, pimenta y ajo), es de origen indígena adaptado por los esclavos. y el sarapatel. Otras comidas comunes son la farofa, la paçoca, la canjica, la pamonha, la carne-de-sol, la buchada de bode, el queijo coalho y la rapadura. Un bollo originario de Pernambuco, y que posteriormente se expandió por todo el país que es el bolo de rolo, elaborado con harina de trigo. El Maranhão, que se parece al cuxá con fundamento en la cocina africana, la vinagreira.
En la costa existe, no obstante, menos influencia de la cocina africana, abundan los mariscos y las frutas tropicales ambas constantes en los platos de la región. Las más conocidas son el mango, los mamões, las goiabas, las naranjas, el maracujás, la abacaxis, la fruta-do-conde, el cajus (la fruta de la castaña).
Véase también: Gastronomía de Bahía

### Centro-Oeste
El pequi(nuez) es muy popular en la cocina del estado de Goiás y es servido generalmente con arroz. Los pescados y la carne de las haciendas de la región dominan el menú, junto con la soja, el arroz, el mijo y la mandioca.

### Sureste

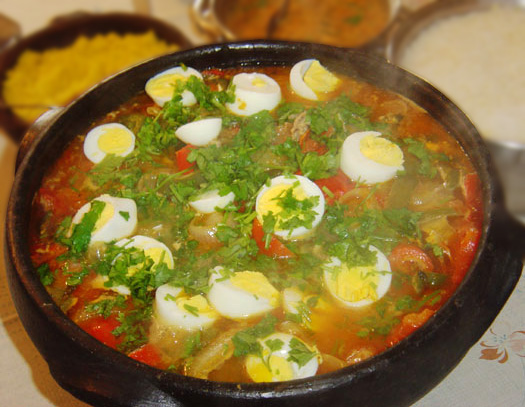
Cazuela de barro ofreciendo una Moqueca, en Espírito Santo.

En Minas Gerais los platos regionales incluyen maíz, carne de cerdo, queijo minas, el pão de queijo, y el feijão tropeiro, angu, el tutu à mineira, una pasta de frijoles con harina de mandioca y bananas fritas. Una comida típica de São Paulo y de virado à paulista, que se elabora con arroz, tutu de feijão (masa de frijoles con harina de mandioca), el couve-de-folhas elaborado con pedazos de cerdo en salazón. En la ciudad de São Paulo es posible encontrar grandes variedades de cocinas internacionales: china y francés.
El plato local en Espírito Santo es la moqueca capixaba (la cual incluye principalmente pez y tomates), es diferente del plato bahiano apenas preparado, pues lleva aceite de palma y leche de coco.

### Sur
Los platos más típicos de la cocina de Rio Grande do Sul son el churrasco, el chimarrão, el arroz carreteiro, la polenta frita, el galeto, la cuca y el sagu, entre otros. En la región existe un gran consumo de vino, jugo de uva y jugo de uva blanca debido a que el sur es el mayor productor de uva del país, y quesos y salamis artesanales. En la región también son muy comunes las jaleas y mermeladas de higo, uva y melocotón. Uno de los más famosos es la chimia. El consumo de verduras en conserva en agua, vinagre, azúcar, sal y especias, como la remolacha y el pepino, también es típico de la Región Sur.
La comida tradicional del estado de Paraná es el barreado, consiste en carne cocida en ollas de barro, en capas colocadas debajo de la tierra para ser cocinadas con el calor del sol, se sirve esta comida con harina.

## Aperitivos
- Pão de queijo, pequeña bola de pan con queso, hecha con almidón de yuca, originario del estado de Minas Gerais
- Coxinha, carne de pollo picada o desmenuzada, rebozada y con forma de lágrima, empanizada y frita.
- Pastel, pasteles de masa fina en forma de semicírculo o rectángulo con rellenos variados, fritos en aceite vegetal, que se pueden rellenar con carne picada, mozzarella, catupiry, palmito, bacalao, queso crema, pollo y gambas baby.
- Bolinho de bacalhau, buñuelos de bacalao frito
- Empada, parecen pasteles a pequeña escala. Relleno de una mezcla de palmitos, chícharos, harina y pollo o camarones.
- Acarajé, un tipo de rosquilla hecha con frijoles que se encuentran tradicionalmente en el estado de Bahía, servida por la mitad y rellena con vatapá y caruru - pasta picante hecha con camarones, nueces, anacardos molidos, aceite de palma y otros ingredientes .
- Quibe: corresponde al plato libanés kibbeh y fue introducido en la cultura brasileña dominante por inmigrantes sirios y libaneses. Se puede servir cocinado, frito o crudo.
- Esfirra, otro plato del Medio Oriente, aunque una adición más reciente a la cocina brasileña, ahora se encuentran fácilmente en todas partes, especialmente en las regiones del noreste, sur y sureste. Estos son pasteles/pasteles con rellenos como carne de res, cordero, cuajada de queso o vegetales sazonados.

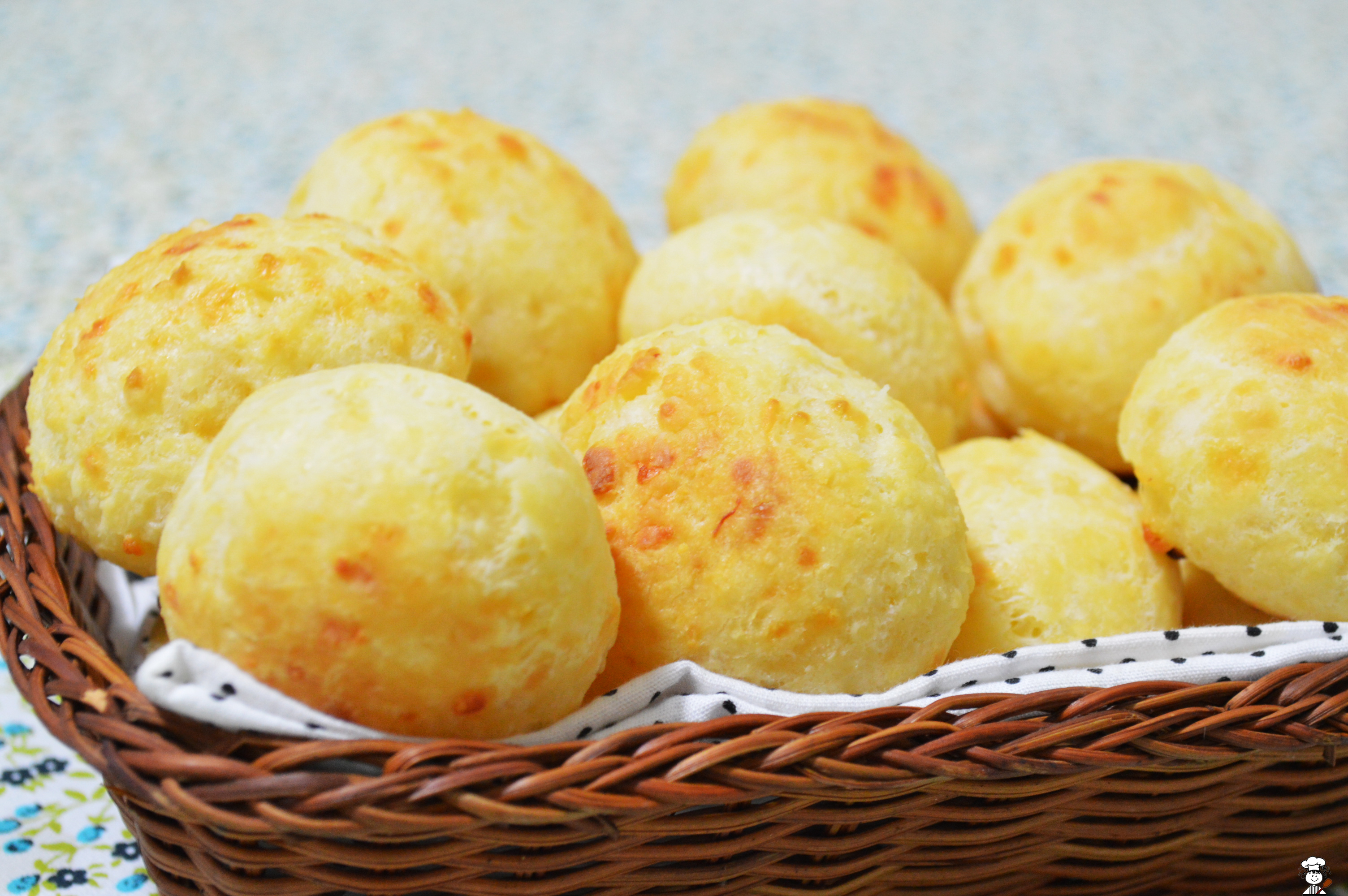
Pão de queijo brasileño
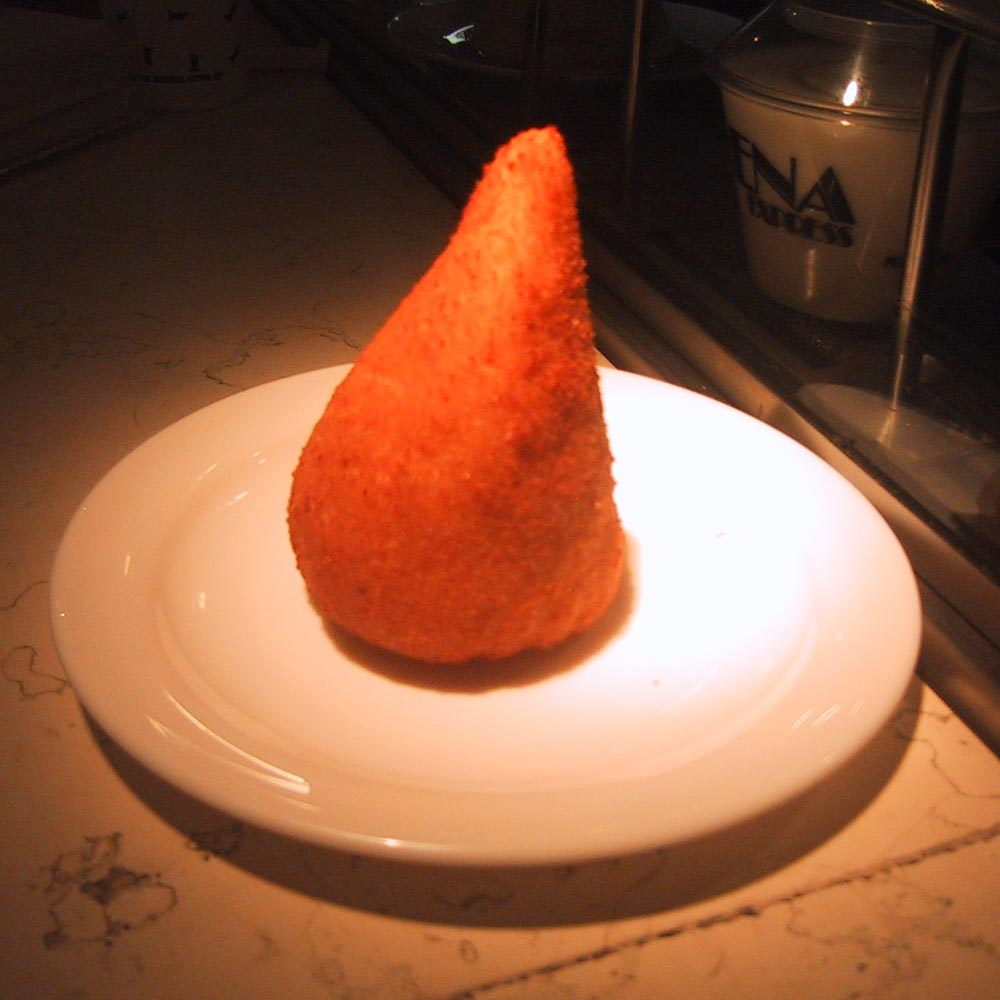
Coxinha
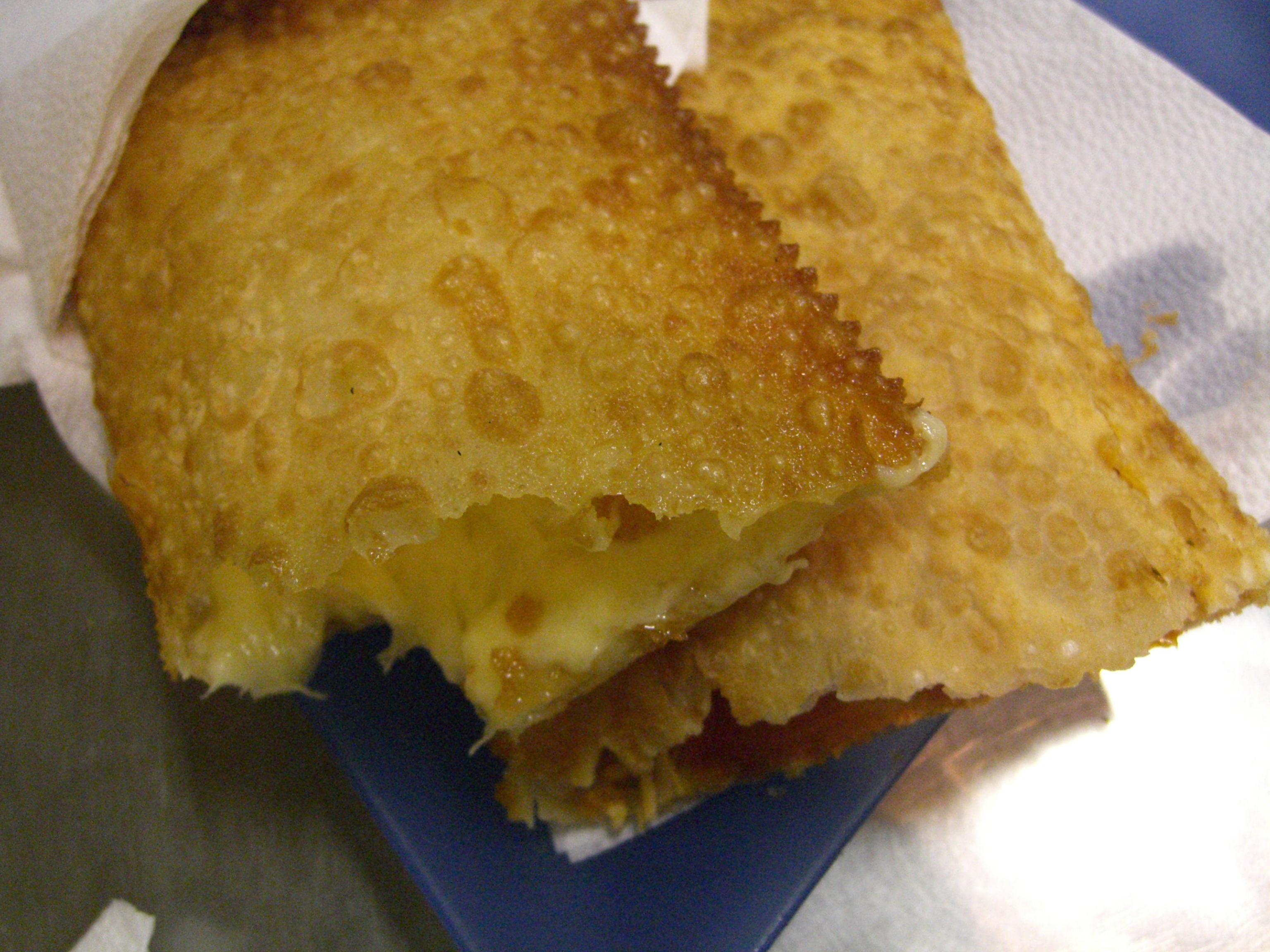
Pastel brasileño
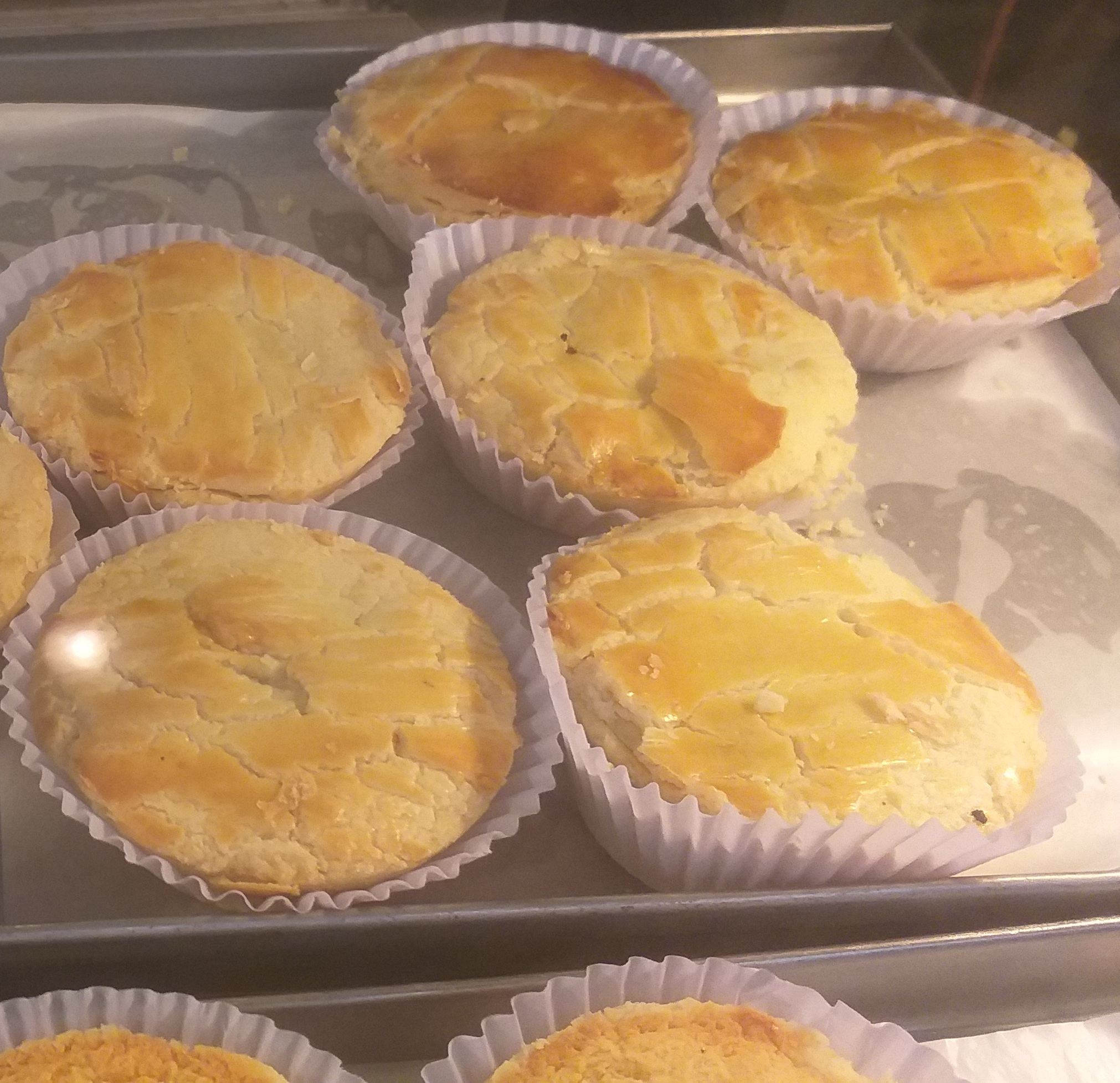
Empada brasileña rellena de gambas
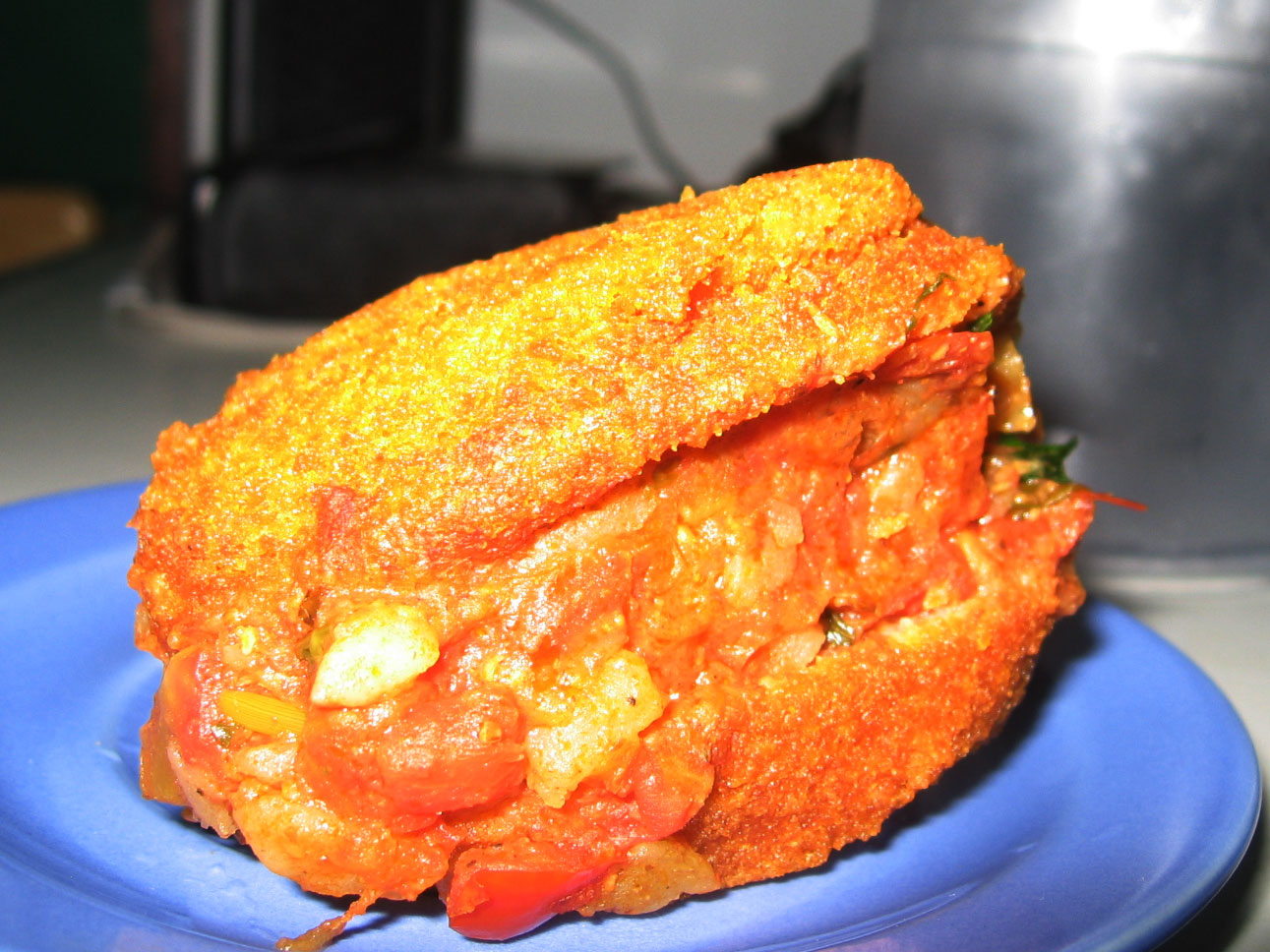
Acaraje

## Platos principales

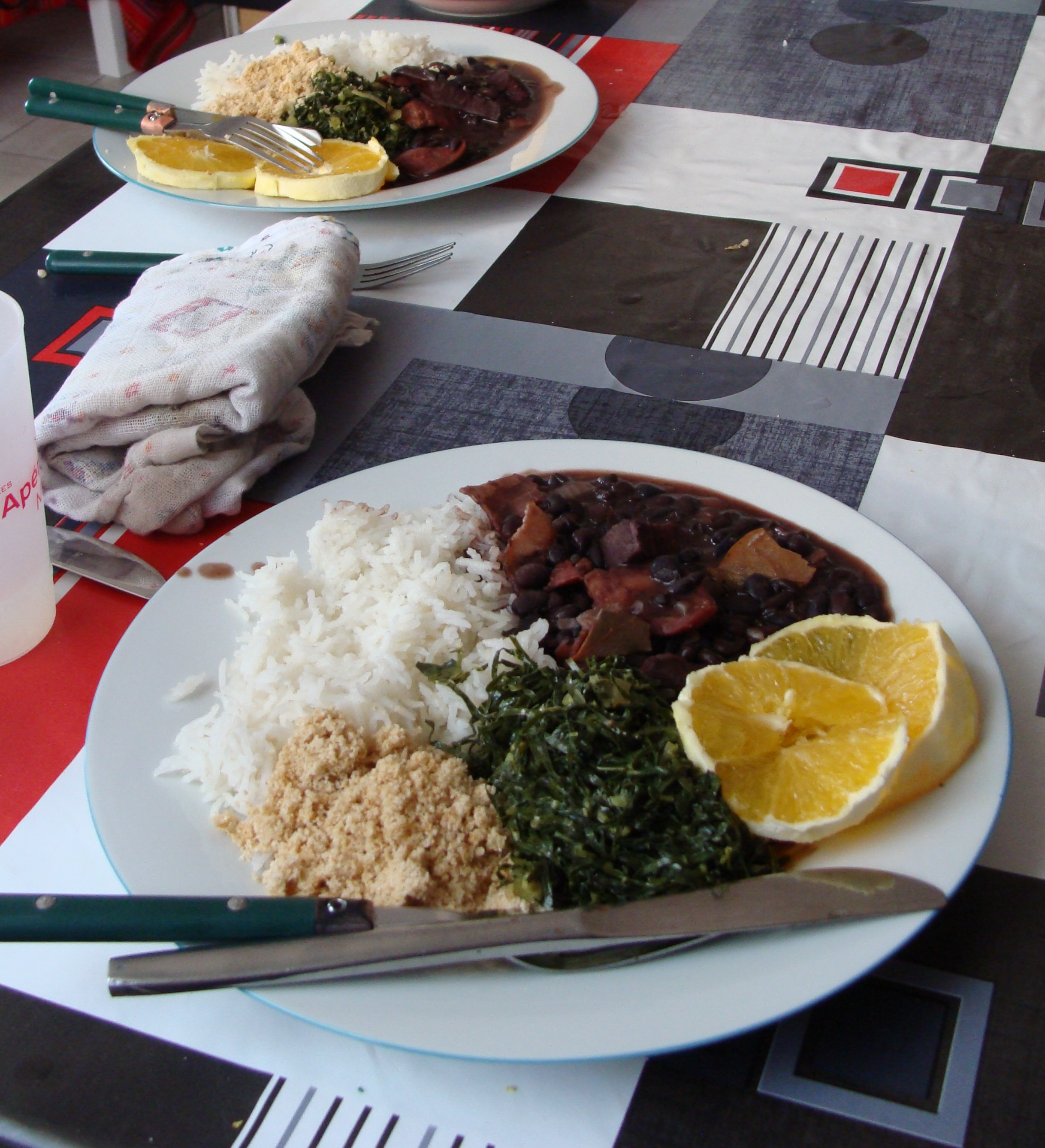
La feijoada suele servirse con arroz, farofa, couve (un tipo de col) y naranja.

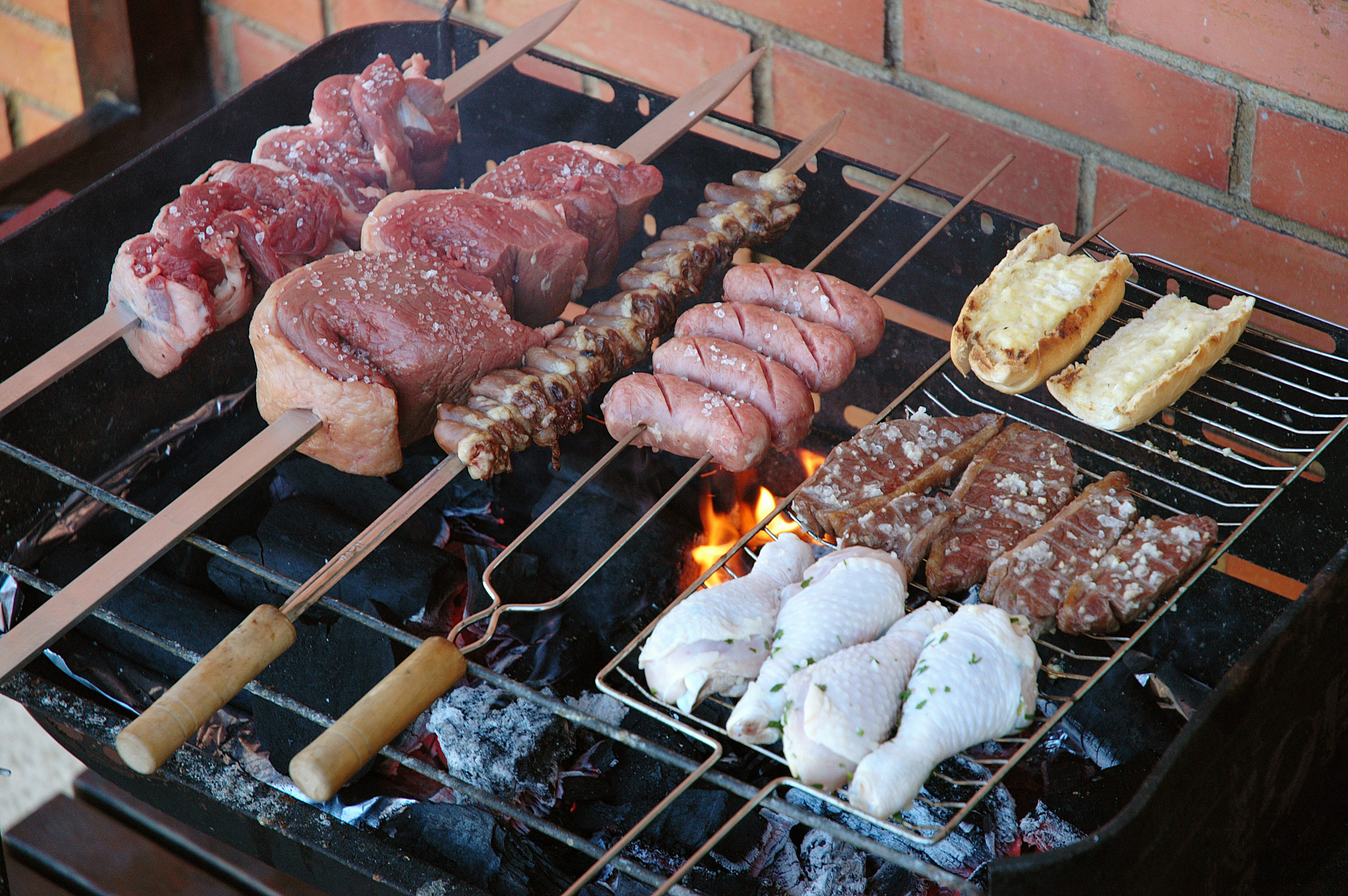
Churrasco típico brasileño, con cortes de carne como picanha y alcatra, corazones de pollo, salchicha toscana, pan de ajo y muslos de pollo.

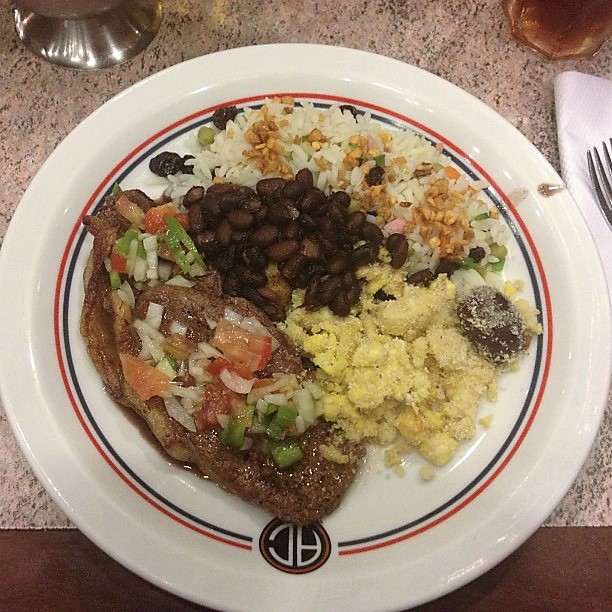
Un almuerzo típico brasileño consiste en arroz, frijoles, farofa, picanha y vinagreta preparado con cebolla picada, tomate y pimiento, vinagre, aceite.

- Feijoada, considerado el plato nacional del país, debe su nombre a su principal ingrediente, los frijoles negros. Se trata de un plato espeso, y la guarnición que lo acompaña se elabora de diferentes partes del cerdo, como pies, orejas y el tocino, además de otras carnes ahumadas o saladas. Generalmente los frijoles y las carnes se sirven por separado, y se acompañan de col picada, arroz, harina de mandioca frita, llamada farofa, y de plátano frito. Este plato proviene del tiempo de la colonia portuguesa. Tiene algunas similitudes con el Cozido à portuguesa.
- Churrasco es el plato principal del sur de Brasil. Con el tiempo, otras regiones de Brasil adoptaron el churrasco y crearon otras formas de hacerlo. El restaurante especializado en churrasco es una churrascaria.
- Picanha es un corte de carne típico brasileño, siendo el más apreciado por la gente del país.
- Farofa, harina de mandioca cocida que se sirve como acompañamiento/condimento. Su crocantez es especialmente apreciada.
- La pizza hecha en Brasil es única en comparación con el resto del mundo. Si bien es normal que una pizza sea delgada y con pocos ingredientes, en Brasil puede tener más de 100 sabores, salados (con ingredientes como pepperoni, huevo, tomate, rúcula, pimientos, ajo, pollo desmenuzado, queso catupiry, lomo canadiense , atún, cebolla e incluso se pueden encontrar hamburguesa, stroganoff o sushi) o dulces (con sabores como chocolate, plátano con canela, goiabada con queso, higo, con bolas de helado, M&Ms, etc.).
- El hot dog es otro plato que ha sido modificado en Brasil, convirtiéndose prácticamente en un almuerzo completo. Allí, la versión más común es el "X-Tudo" (en traducción literal, queso-todo), o "Podrão", donde, además del pan convencional y salchichas con ketchup, de mostaza y mayonesa, se rellena con una serie de ingredientes adicionales que van desde papa paja, queso parmesano rallado, granos de elote, guisantes y aceitunas hasta huevos de codorniz.
- Bife à cavalo: un filete cubierto con un huevo frito, generalmente acompañado de papas fritas y, a veces, ensalada.
- Bife à parmegiana: filete frito, que consiste en un trozo de carne en rodajas, empanado con harina de trigo y huevos (claras de huevo), cubierto con queso parmesano y mucha salsa de tomate y condimentos como orégano al gusto. A veces, el parmesano reemplaza las rebanadas de mozzarella. Aunque es un plato inventado en Brasil y típico de la cultura brasileña, generalmente, en el propio país, se considera una receta italiana.
- Virado, plato típico del estado de São Paulo, donde también es conocido como Virado à Paulista, que consiste en una chuleta de cerdo, plátano frito, frijoles de harina de mandioca, arroz, repollo y huevo frito.
- Tutu de feijão, plato típico del estado de Minas Gerais, hecho con frijoles hervidos, salteados y espesados con harina de mandioca o maíz. Se suele saltear con trozos de tocino frito, cebolla y ajo, y se mezcla con harina de yuca o harina de maíz según el tipo de frijol.
- Torresmo
- El Arroz carreteiro es un plato típico de la región sur de Brasil, hecho a base de arroz al que se le añade carne de res bien troceada y salteada, carne seca desmenuzada o picada o carne seca al sol, a veces paio, tocino y chorizo en trozos, salteados en mucha grasa, con ajo, cebolla, tomate y perejil, siempre con mucha sazón.
- La Galinhada es un plato típico de los estados de São Paulo, Minas Gerais y Goiás, que consiste en arroz cocido y trozos de pollo cocidos. El condimento está compuesto por azafrán (que le da el típico color amarillento al arroz), vinagreta (opcional y para acompañar), y tutú de frijol. El plato típico de pollo goiana contiene guariroba (una especie de palmito amargo) y pequi.
- Barreado: plato típico de la costa de Paraná a base de carne de res o cerdo.
- Bobó de camarão: sopa de camarones, típica de la región noreste de Brasil
- Carne de sol: carne de res salada y ahumada, típica de la región noreste de Brasil
- Moqueca: Es un guiso, generalmente a base de pescado, típico de los estados de Pará, Bahía y Espírito Santo. Se puede preparar con pescado, marisco, crustáceos, pollo o huevos de gallina.
- Tacacá, sopa amazónica hecha con tucupi, jambu, camarones secos, cilantro largo y pimientos.
- Cuscuz: torta de harina de maíz, con langostinos y sardinas, con verduras.

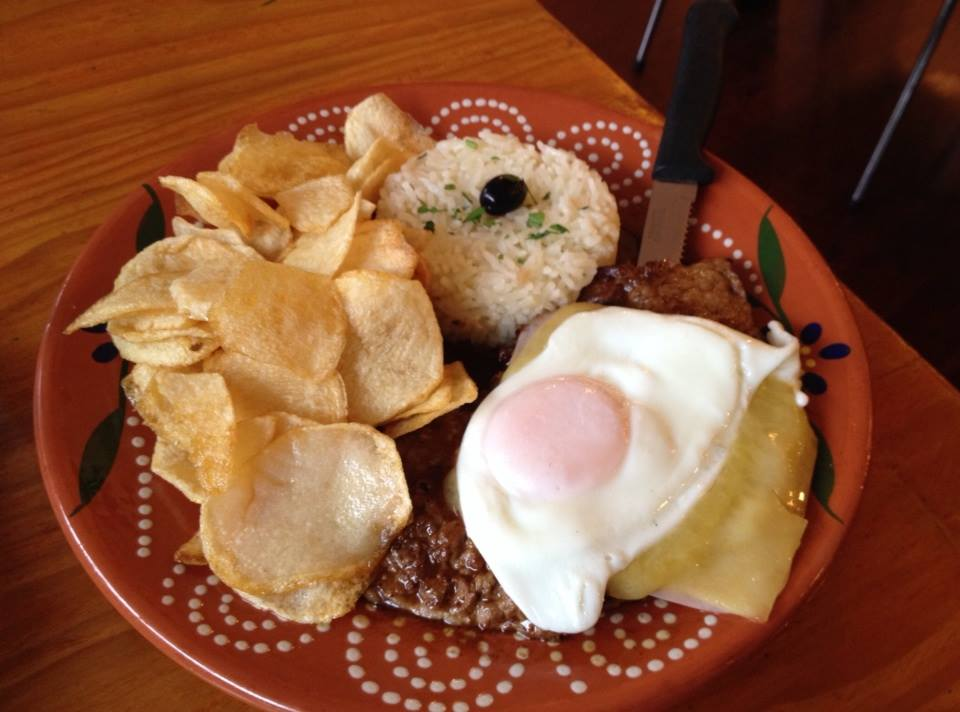
Bife à cavalo, un bistec cubierto con un huevo, servido con papas fritas y arroz
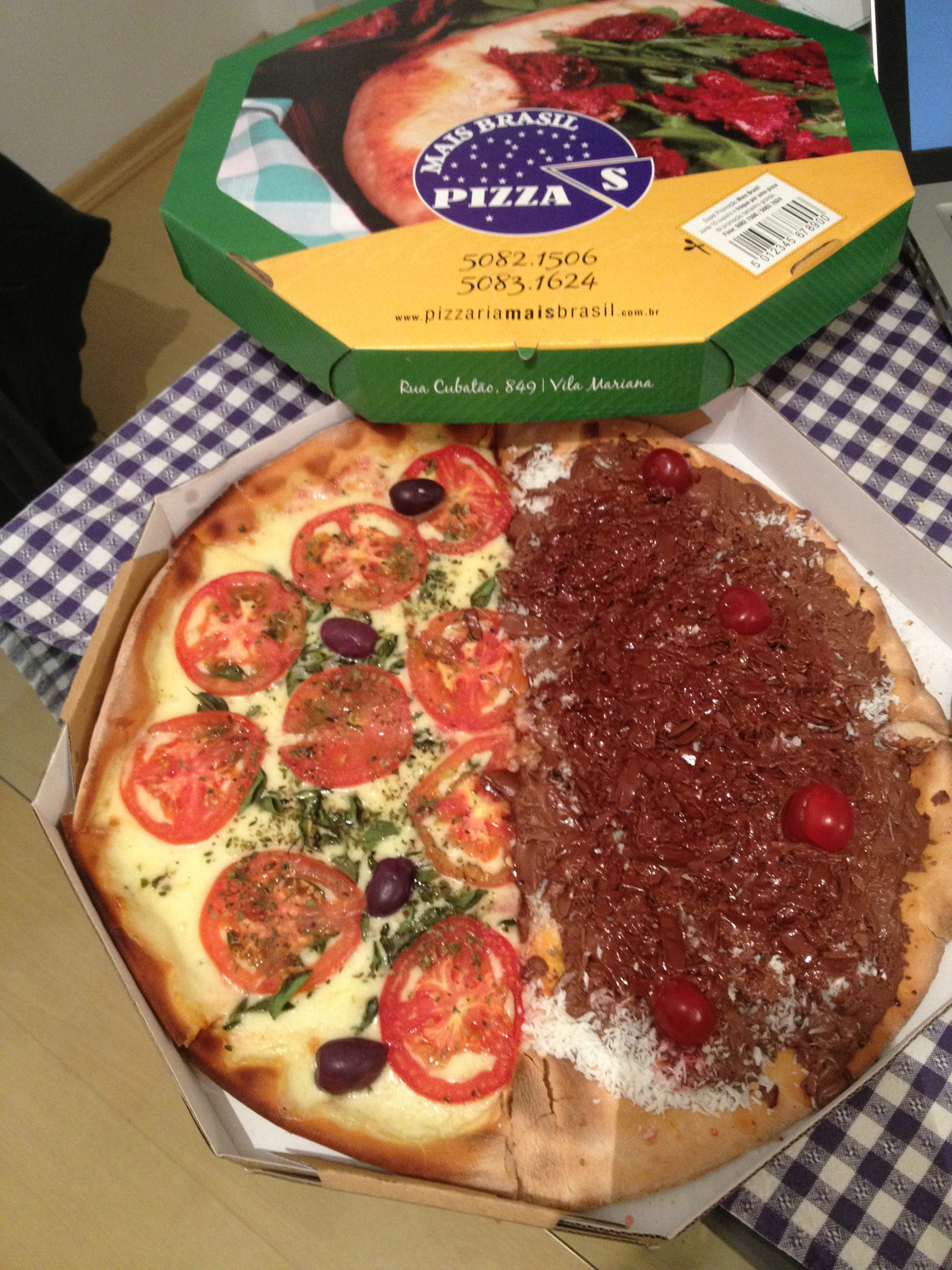
Las pizzas brasileñas pueden tener casi cualquier sabor. En la foto, una pizza mitad mozzarella, tomate, aceitunas y especias (salada) y mitad chocolate, coco y cerezas (dulce).
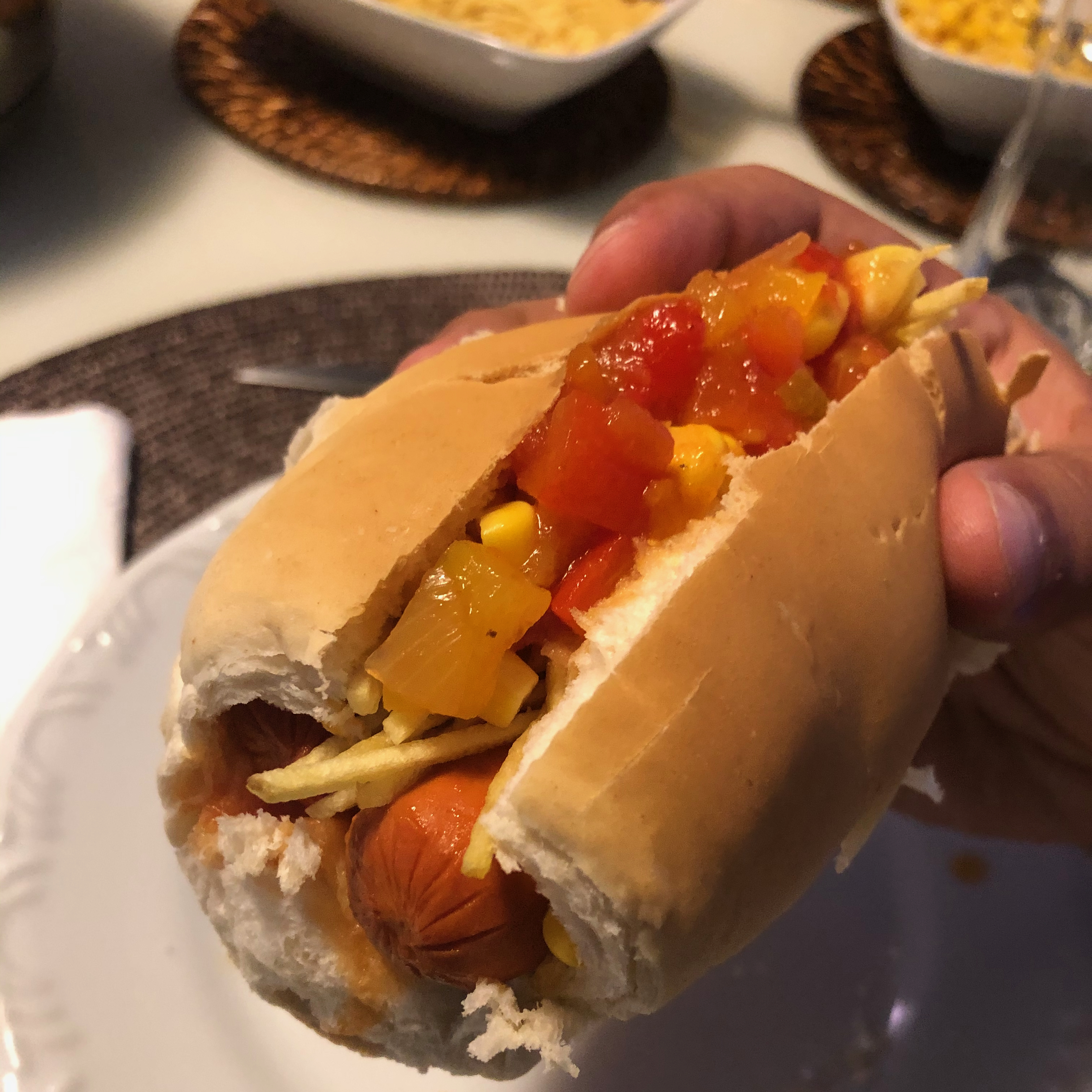
Hot-dog brasileño con tomate, maíz, batata-palha (papas paja) y cebolla.
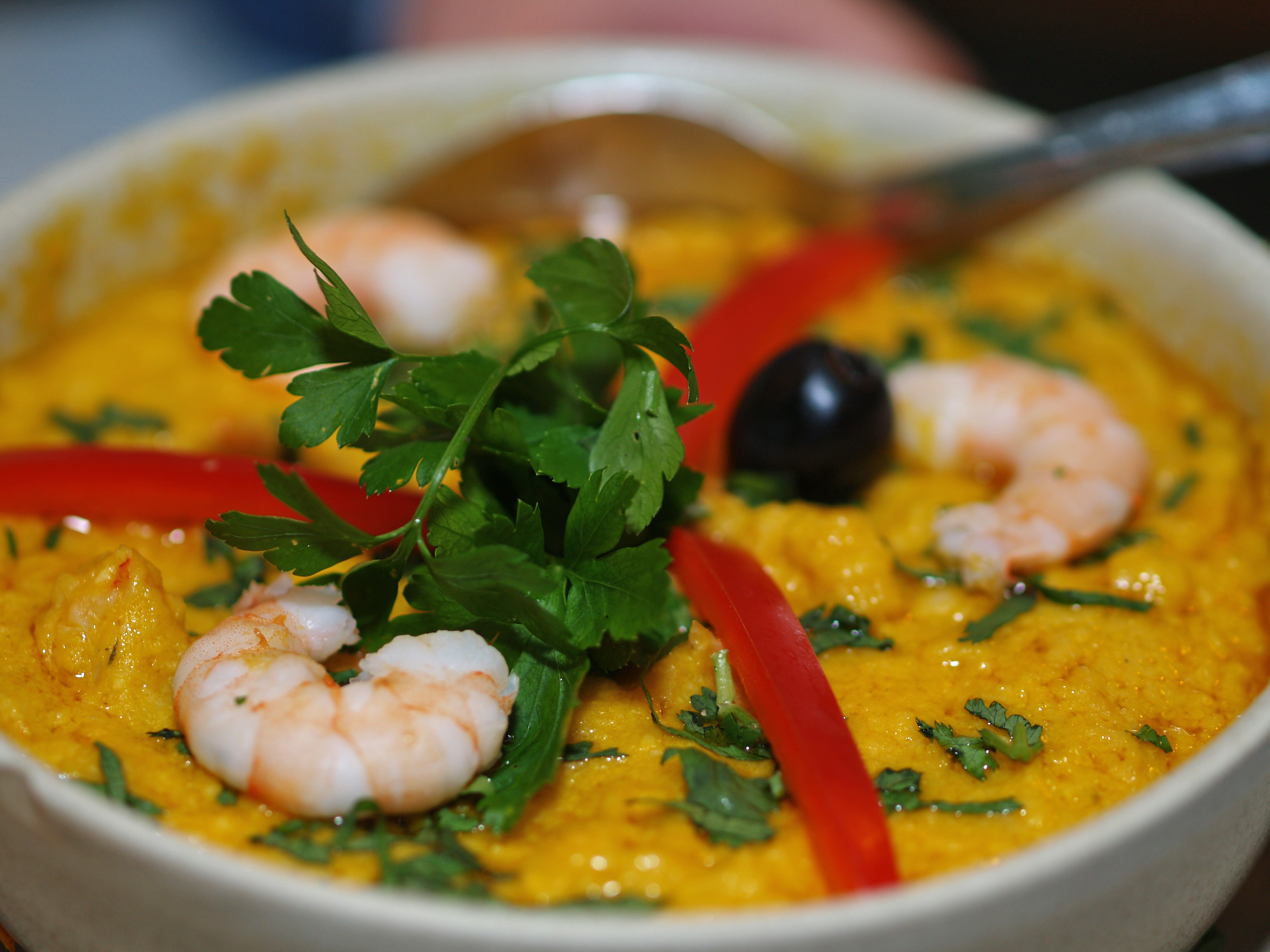
Vatapá
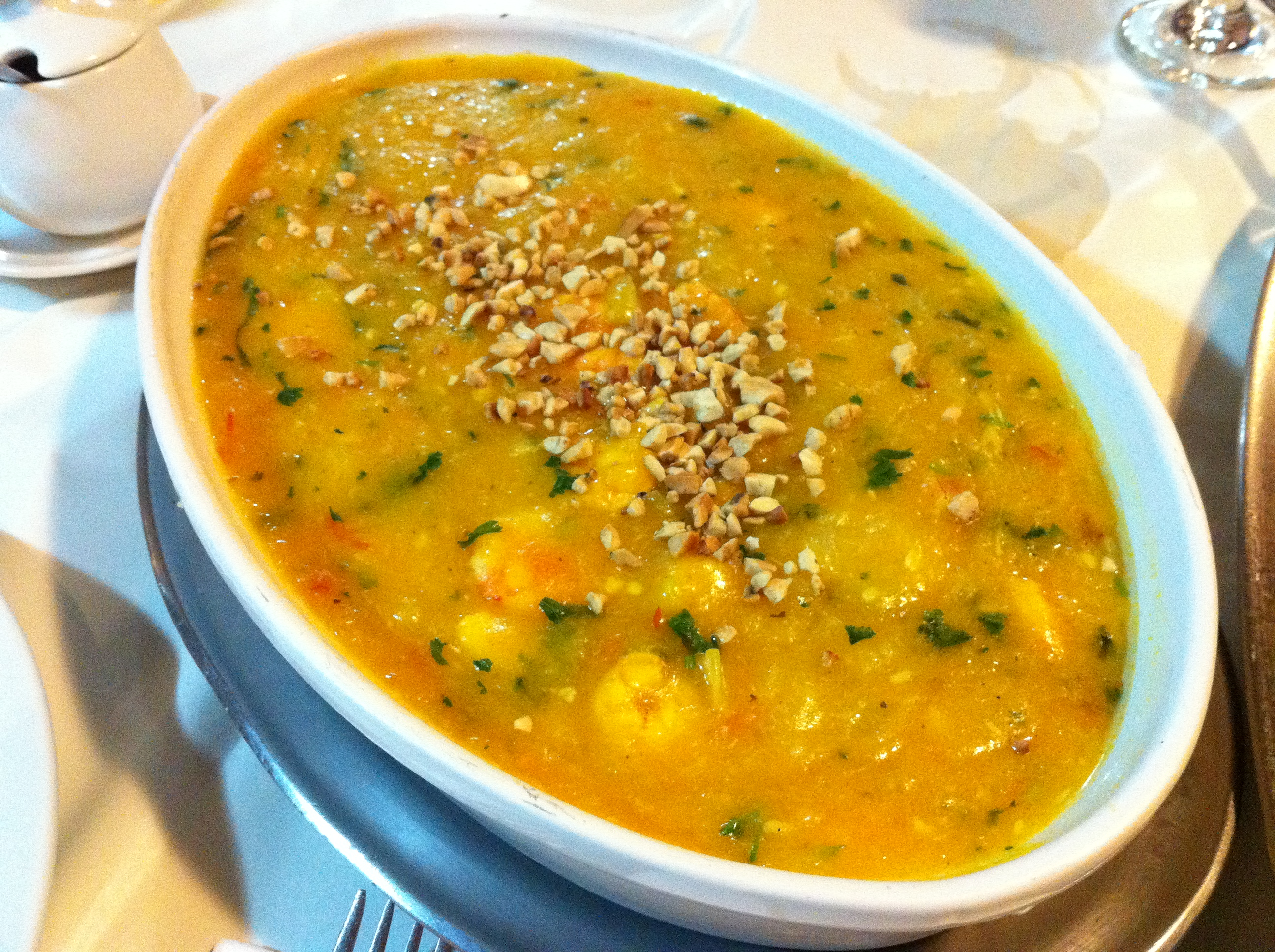
Bobó de camarão

## Queso
- Minas, también conocido como "queso blanco", es ligero y se utiliza principalmente para personas que quieren tener una alimentación más saludable, recomendado en dietas e incluso para personas con gastritis
- Catupiry, un queso cremoso inventado en Brasil que se usa principalmente como aderezo o relleno para pizzas
- Requeijão, el requeijão brasileño tiene algunas variedades. El "Requeijão de Corte" es la variedad más antigua, esencialmente artesanal, siendo sólido; El "Requeijão Cremoso" es actualmente la variedad más extendida, siendo un producto lácteo pastoso, de color blanco, elaborado con leche desnatada y nata fresca. Por lo general, se vende en vasos de vidrio o plástico y se unta en el pan para el desayuno. El "Requeijão Culinario" es una variedad más consistente de requesón cremoso, diseñado para soportar altas temperaturas sin alterar sus características.
- Canastra
- Coalho, es un queso resistente al calor, lo que significa que se puede cocinar y asar. Se suele comer en las playas o churrascos, asándose al fuego en brochetas y comiéndose ahumado al fuego.

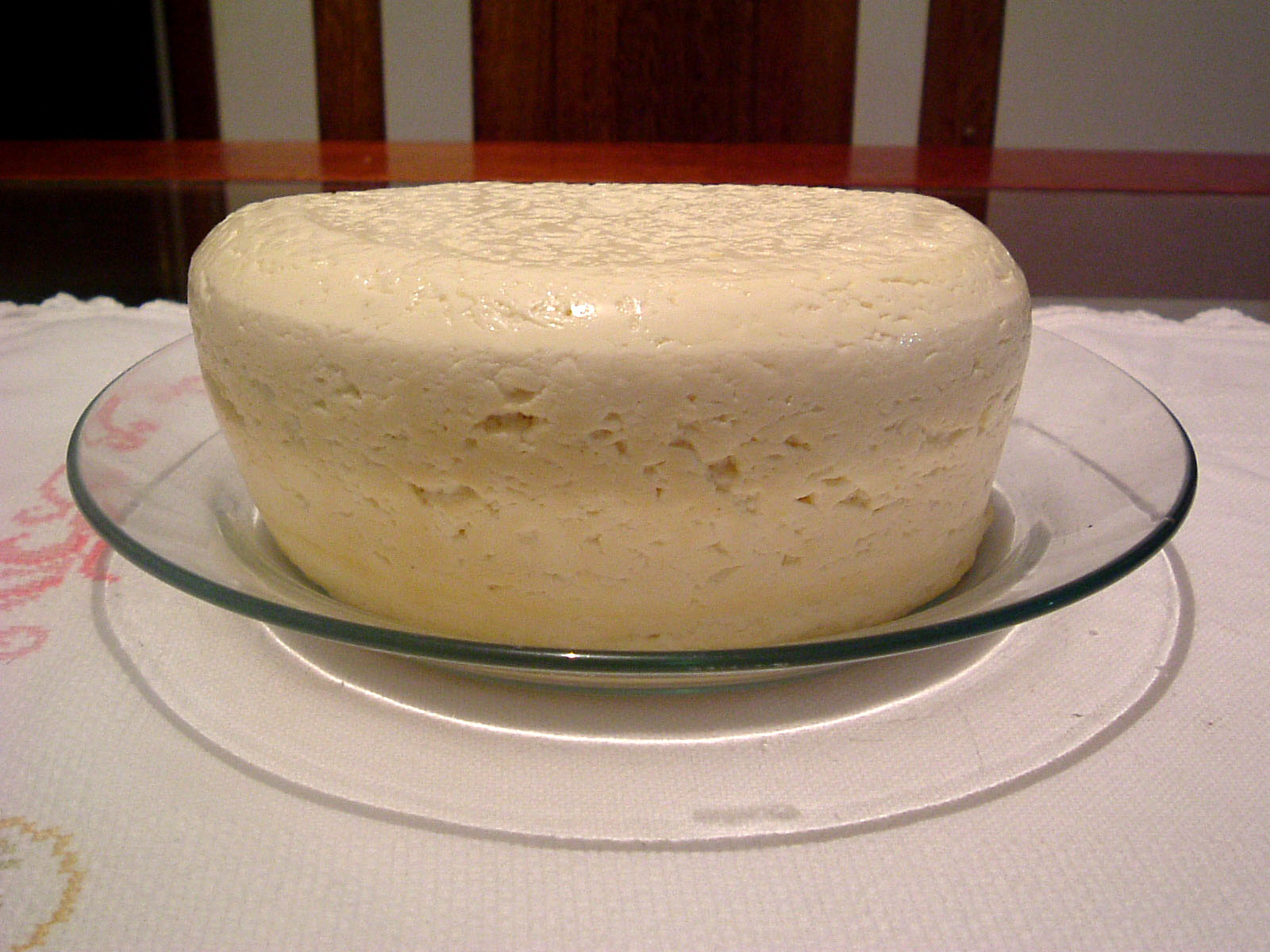
Queso Minas
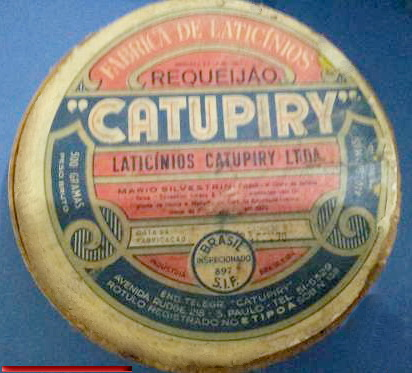
Catupiry
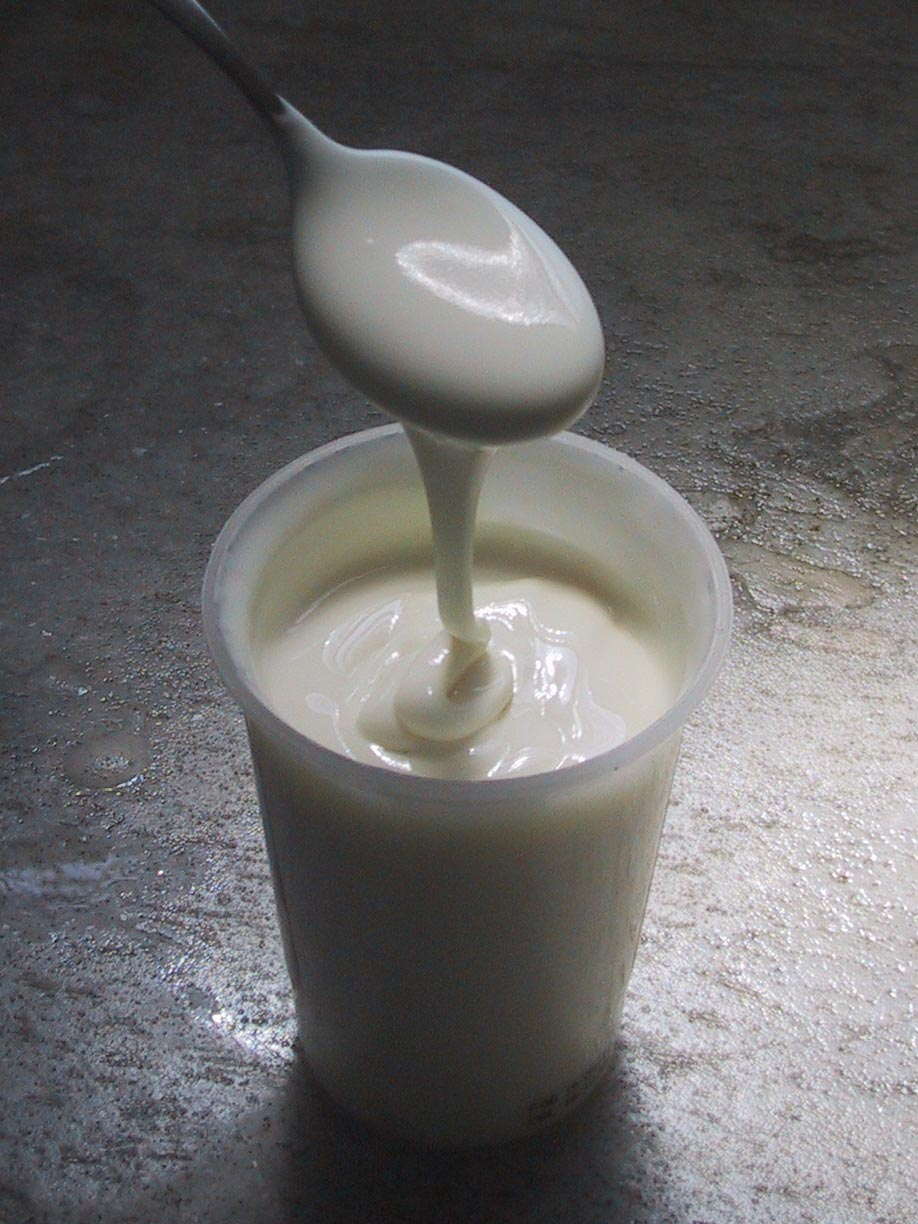
Requeijao
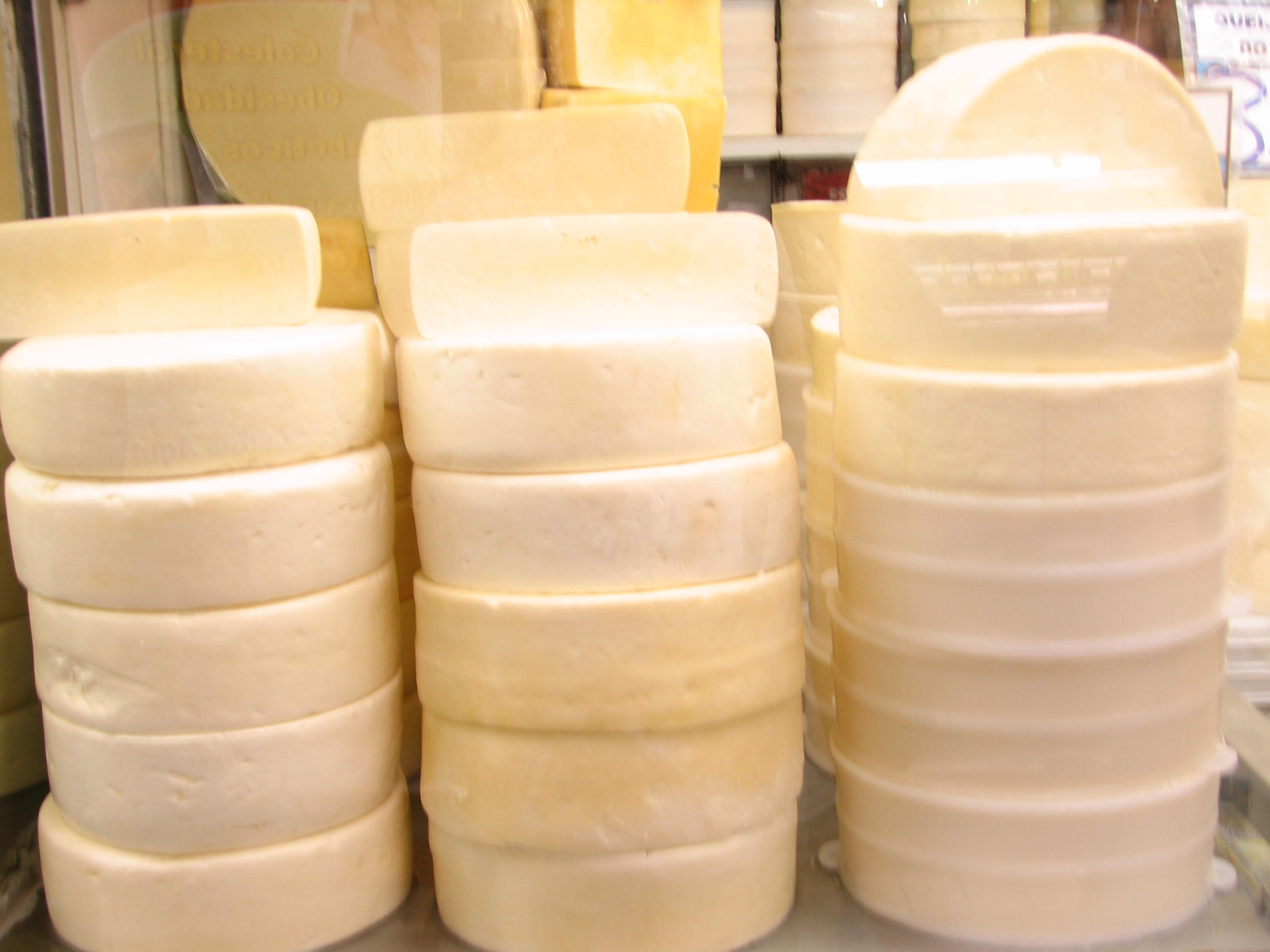
Canastra
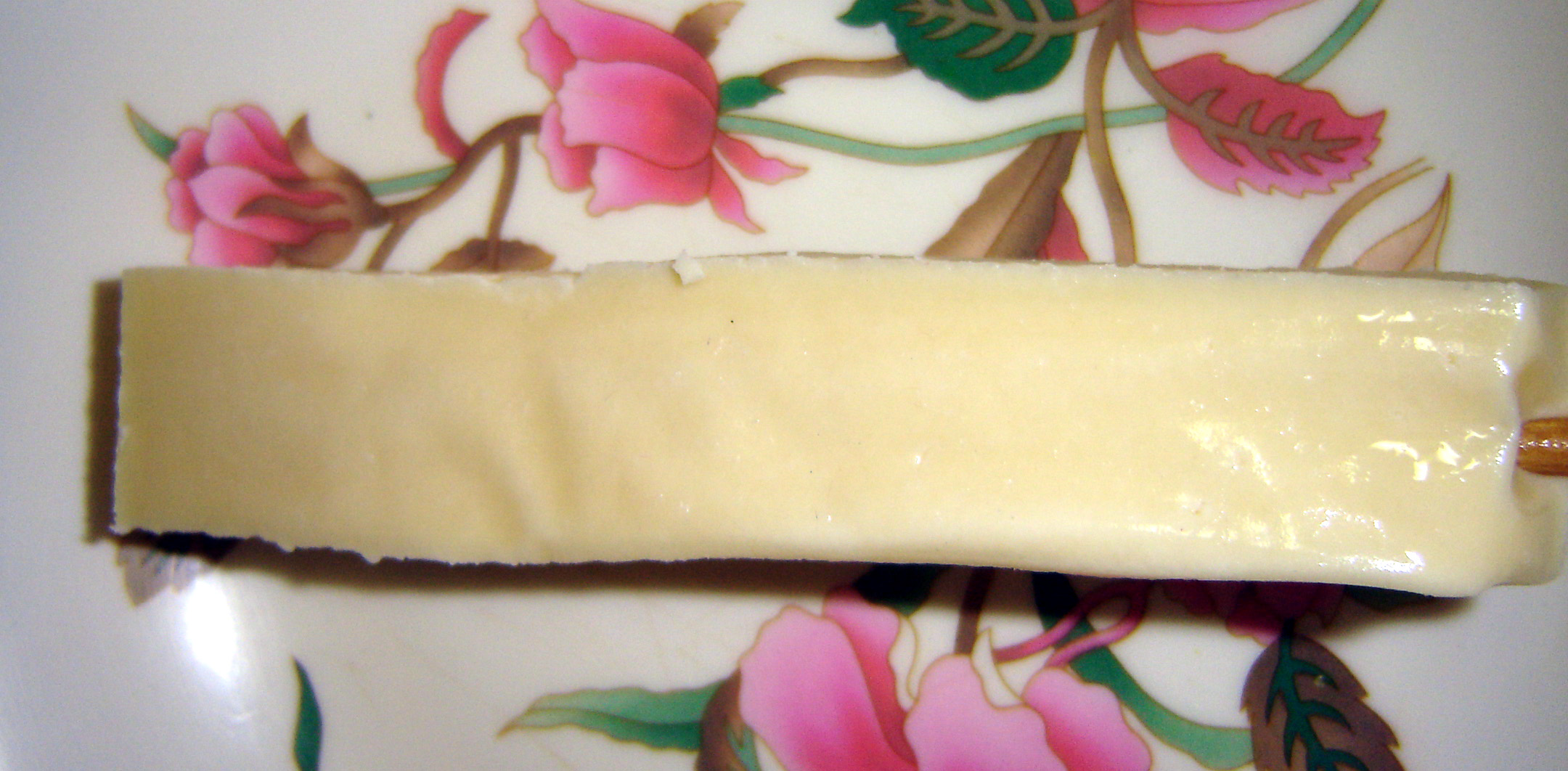
Coalho

## Postres

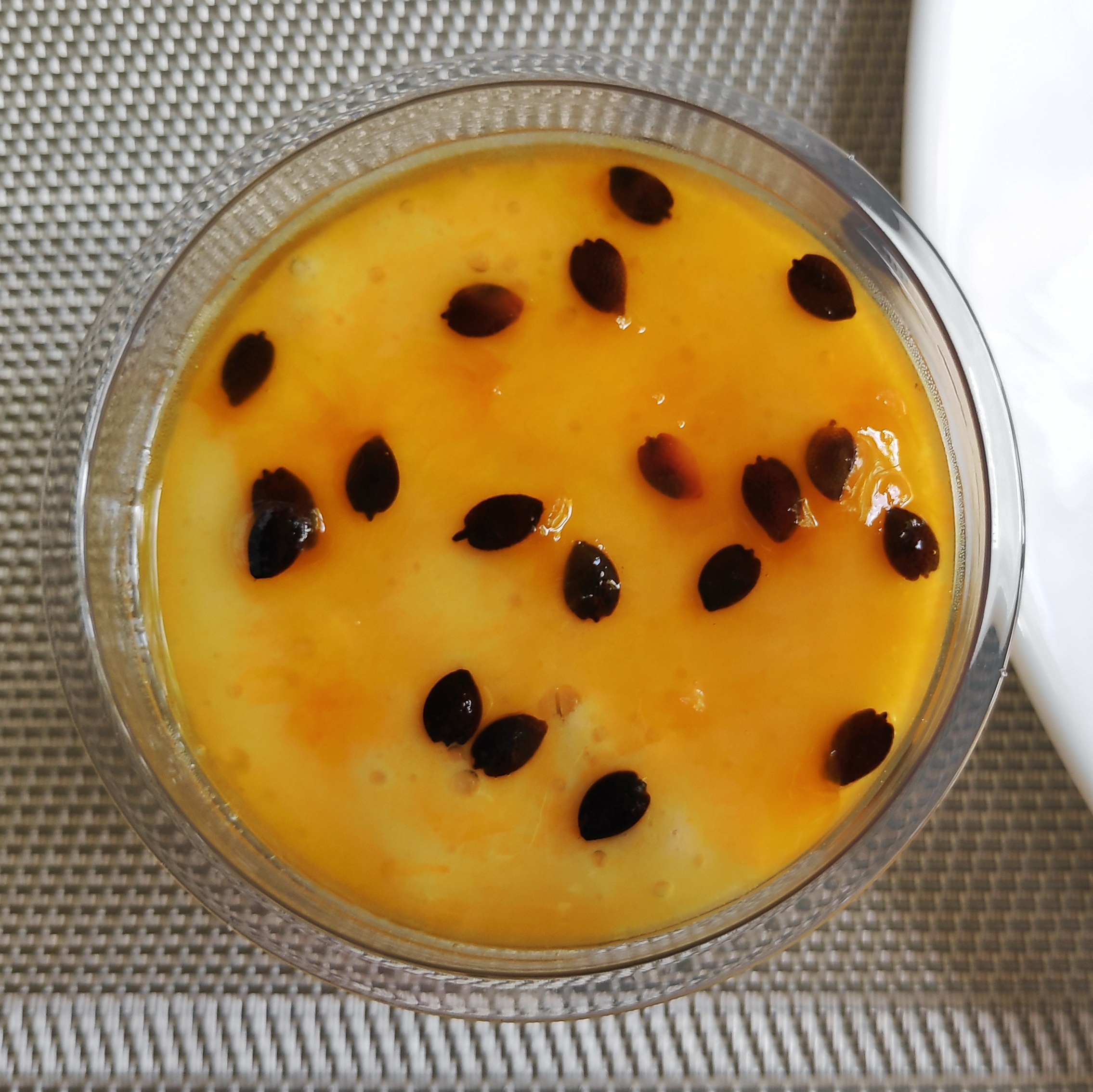
Mousse de maracuyá.

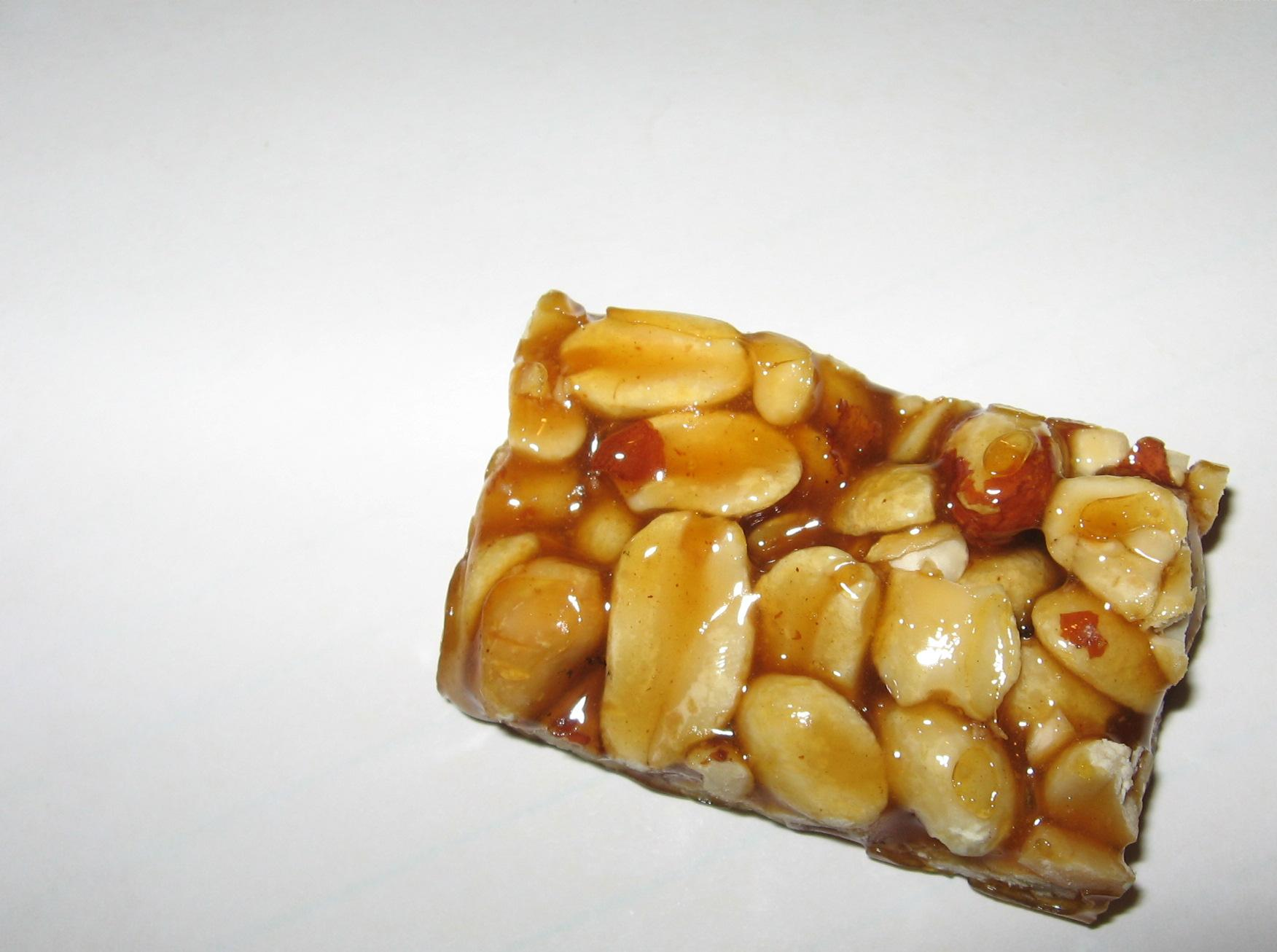
Pé-de-moleque.

- Brigadeiro, una especie de trufa hecha de leche condensada azucarada, mantequilla y cacao.
- Paçoca, un postre hecho de maní
- Cocada (caramelo de coco)
- Pudim de leite (flan elaborado a base de leche condensada, de origen francés)
- Quindim (crema de huevo de coco)
- Beijinho (trufas de coco con clavo)
- Cajuzinho (trufas de maní y anacardos)
- Olho-de-sogra (Mermelada de beijinho en una ciruela pasa (aunque algunas recetas contienen yema de huevo))
- Açaí na tigela (normalmente consiste en una mezcla de açaí (fruta brasileña) con plátanos y cereales o fresas y cereales (normalmente granola o muslix))
- Doce de leite
- Pé-de-moleque (a base de maní y azúcar caramelizada)
- Goiabada (mermelada de guayaba y azúcar)
- Romeu e Julieta: goiabada (mermelada de guayaba y azúcar) con requesón (más a menudo queso Minas o queso requeijão)
- Maria-mole (similar a un malvavisco, hecho con azúcar, gelatina y claras de huevo, cubierto con coco rallado)
- Pamonha
- Sagu (elaborado con perlas de tapioca, azúcar y vino tinto)
- Queijadinha (una tarta de crema hecha con coco rallado y queso, leche condensada azucarada, azúcar, mantequilla y yemas de huevo)
- Mousse de maracujá
- Manjar branco (un budín de coco brasileño blanco similar al Blanc-manger francés)
- Creme de papaia (papaya mezclada con helado de vainilla. Se suele añadir Crème de cassis , pero se puede reemplazar con un jarabe de cassis sin alcohol. Fue una moda culinaria en Brasil a mediados de la década de 1990. Hoy en día, su popularidad ha disminuido un poco).
- Rapadura
- Canjica
- Curau
- Torta holandesa

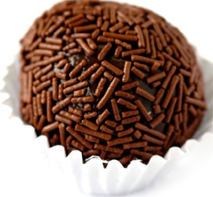
Brigadeiro
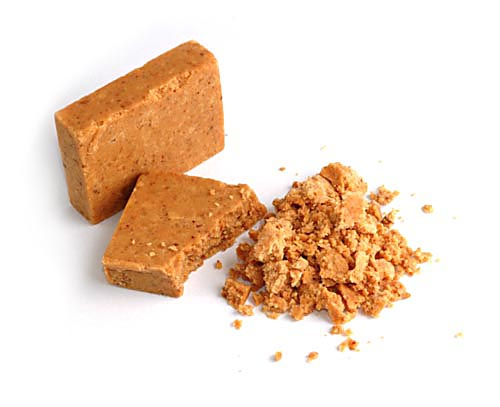
Paçoca
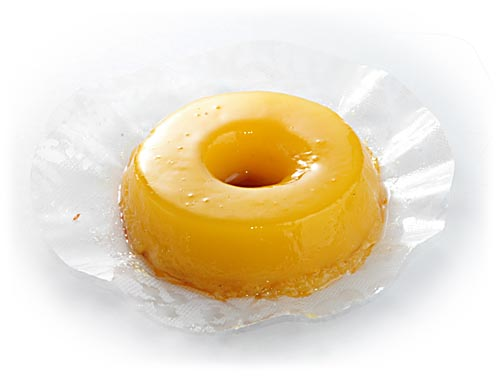
Quindim
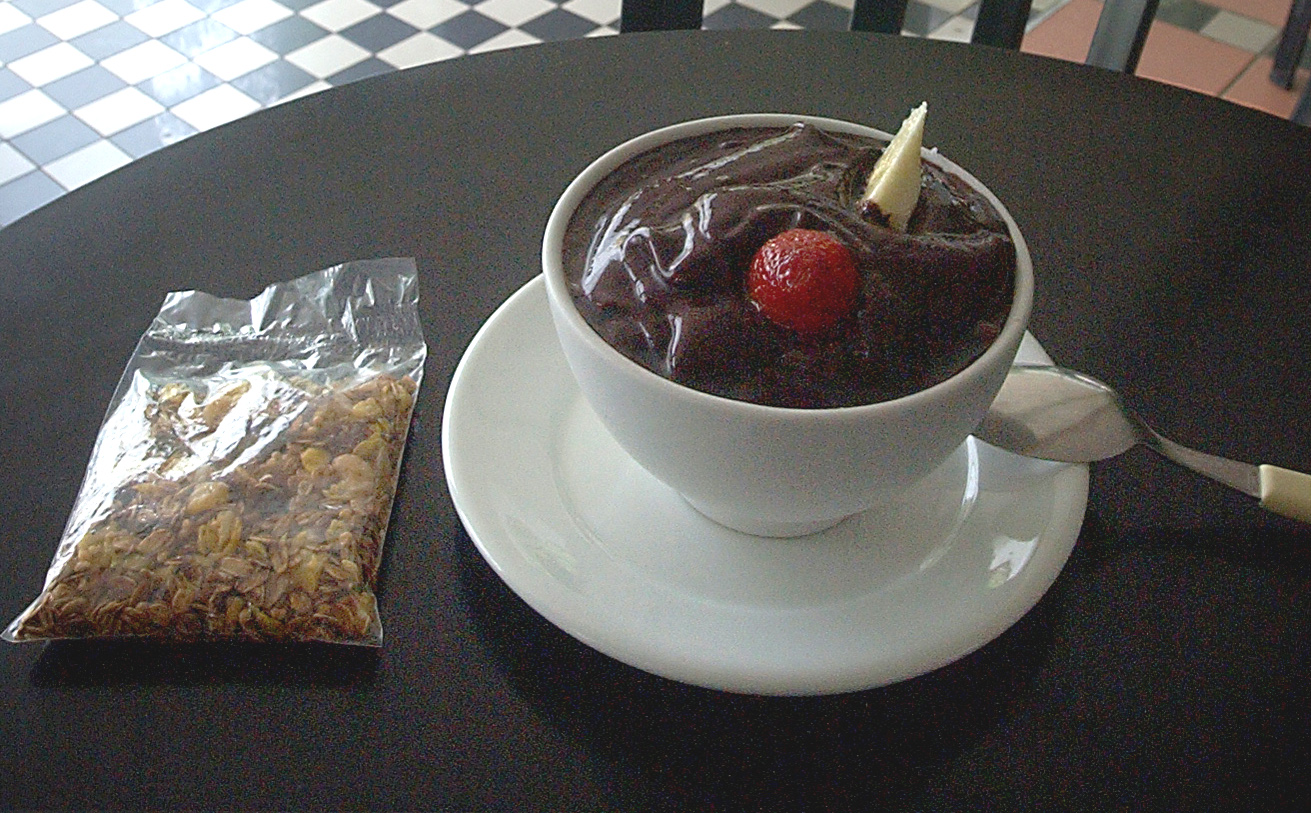
Açaí
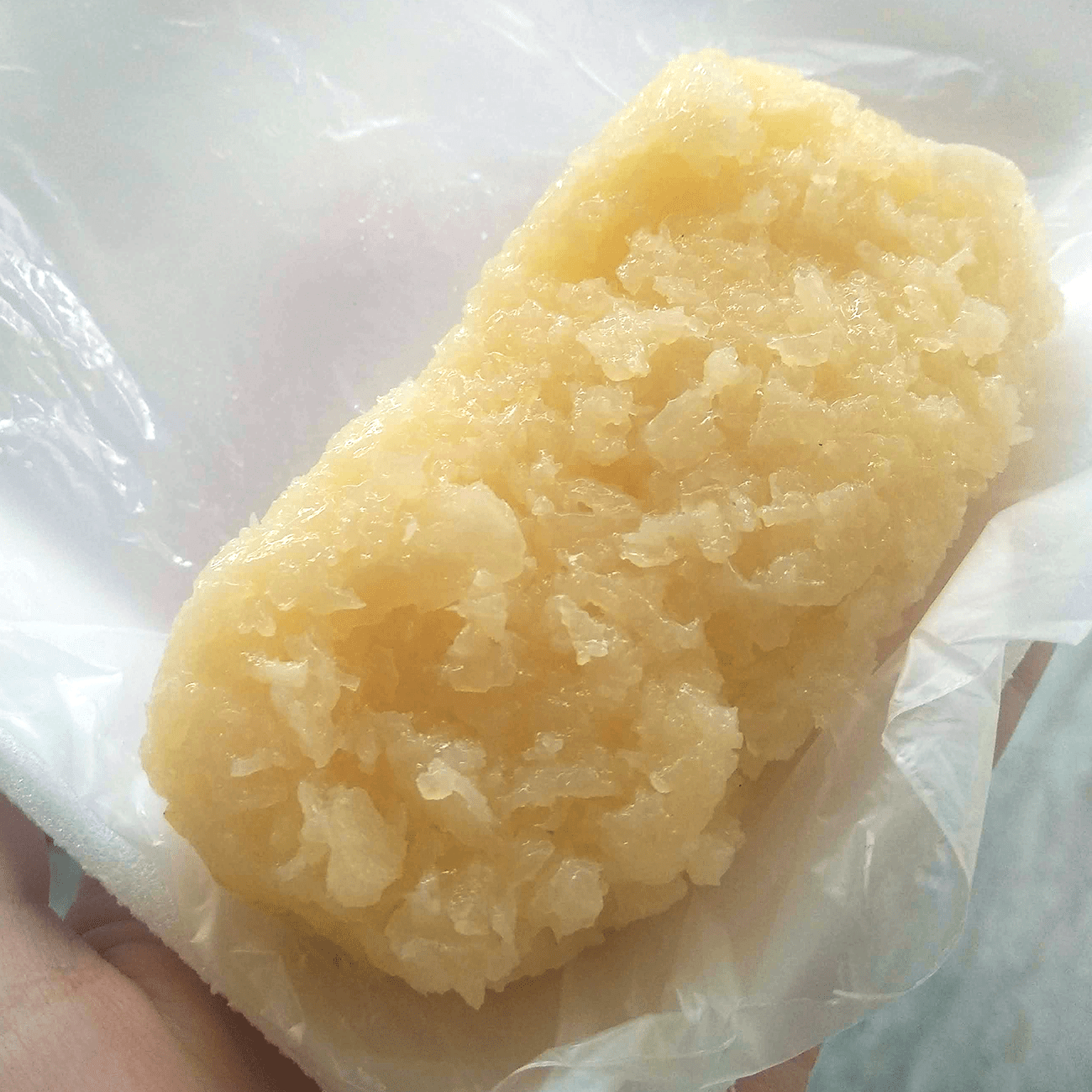
Cocada

## Pasteles típicos (bolos)
- Pavê

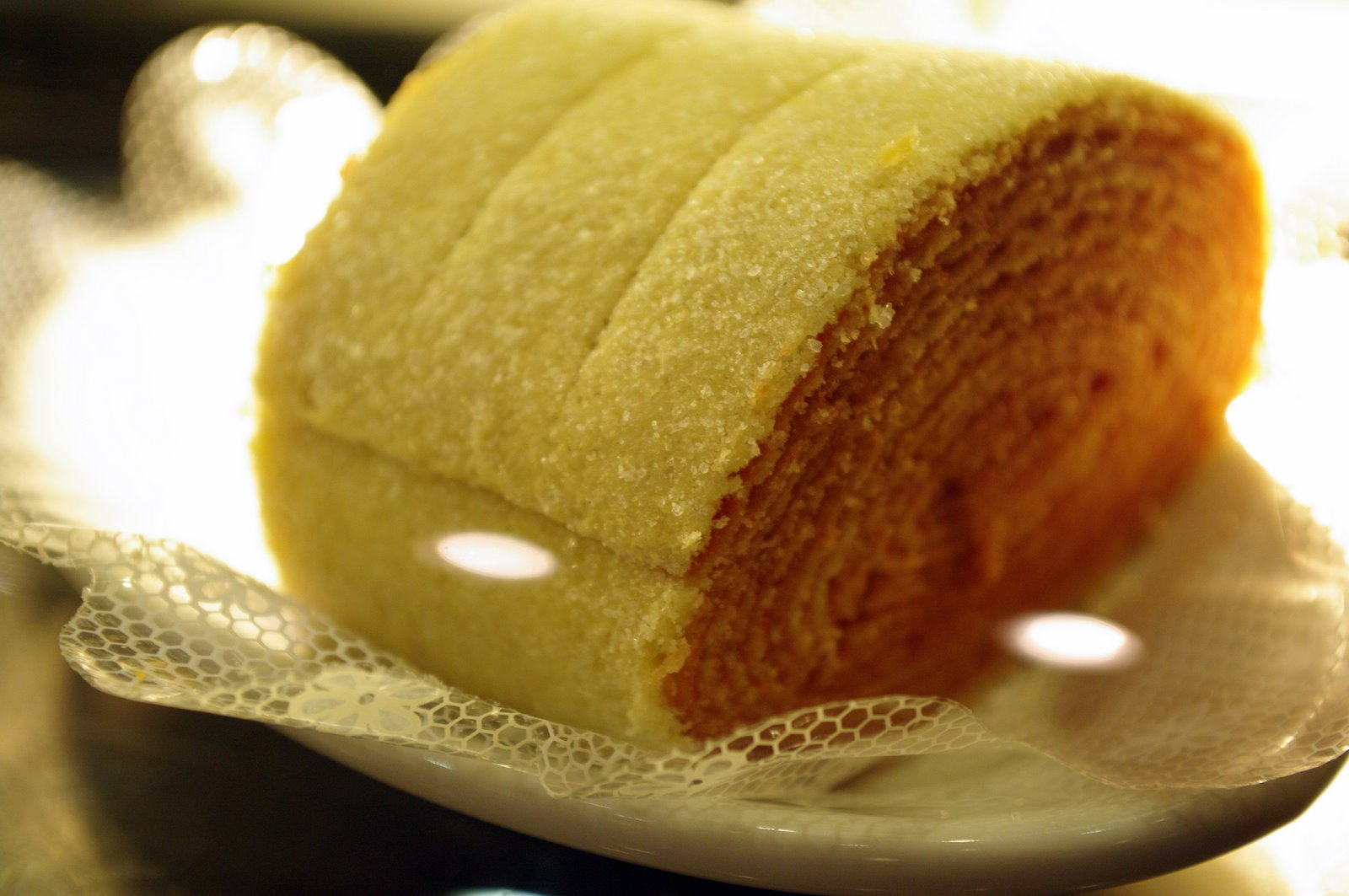
Bolo de rolo.

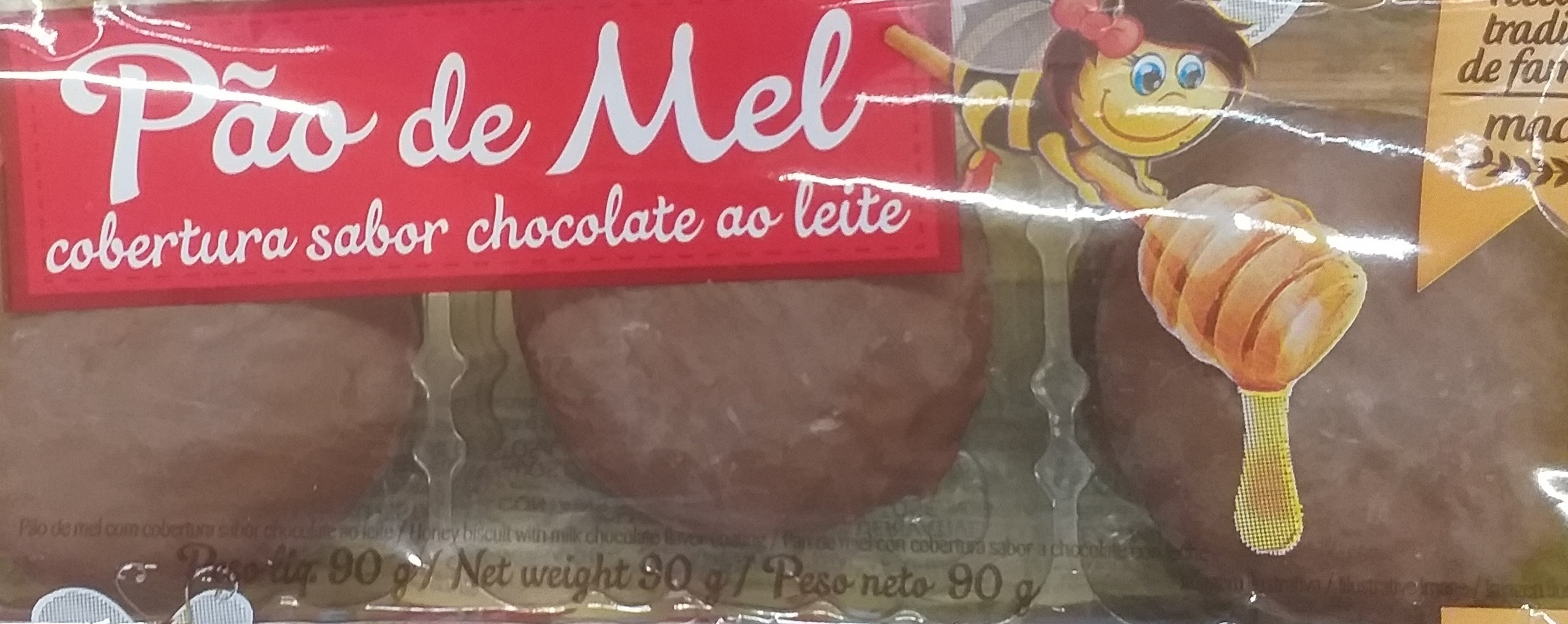
Pão de mel brasileño.

- Cuca, una torta de tabla hecha con huevos, harina de trigo, mantequilla y cubierta con azúcar, muy similar a la Streuselkuchen, un pastel de cocina tradicional alemana. Es típico de la región sur de Brasil.
- Nega maluca (pastel de chocolate con cobertura de chocolate y fideos de chocolate)
- Pão de mel (algo parecido al pan de jengibre, generalmente cubierto con chocolate derretido)
- Bolo de rolo (pastel de rollo, una masa delgada envuelta con guayaba derretida)
- Bolo de cenoura (pastel de zanahoria con cobertura de chocolate elaborado con mantequilla y cacao)
- Bolo prestígio (pastel cubierto con una versión de brigadeiro, que reemplaza el cacao en polvo por coco rallado)
- Bolo de fubá (pastel de harina de maíz)
- Bolo de milho (pastel de maíz al estilo brasileño)
- Bolo de maracujá (pastel de fruta de la pasión)
- Bolo de aipim (pastel de yuca)
- Bolo de queijo (literalmente "pastel de queso")
- Bolo de laranja (pastel de naranja)
- Bolo de banana (pastel de plátano con canela espolvoreada encima)

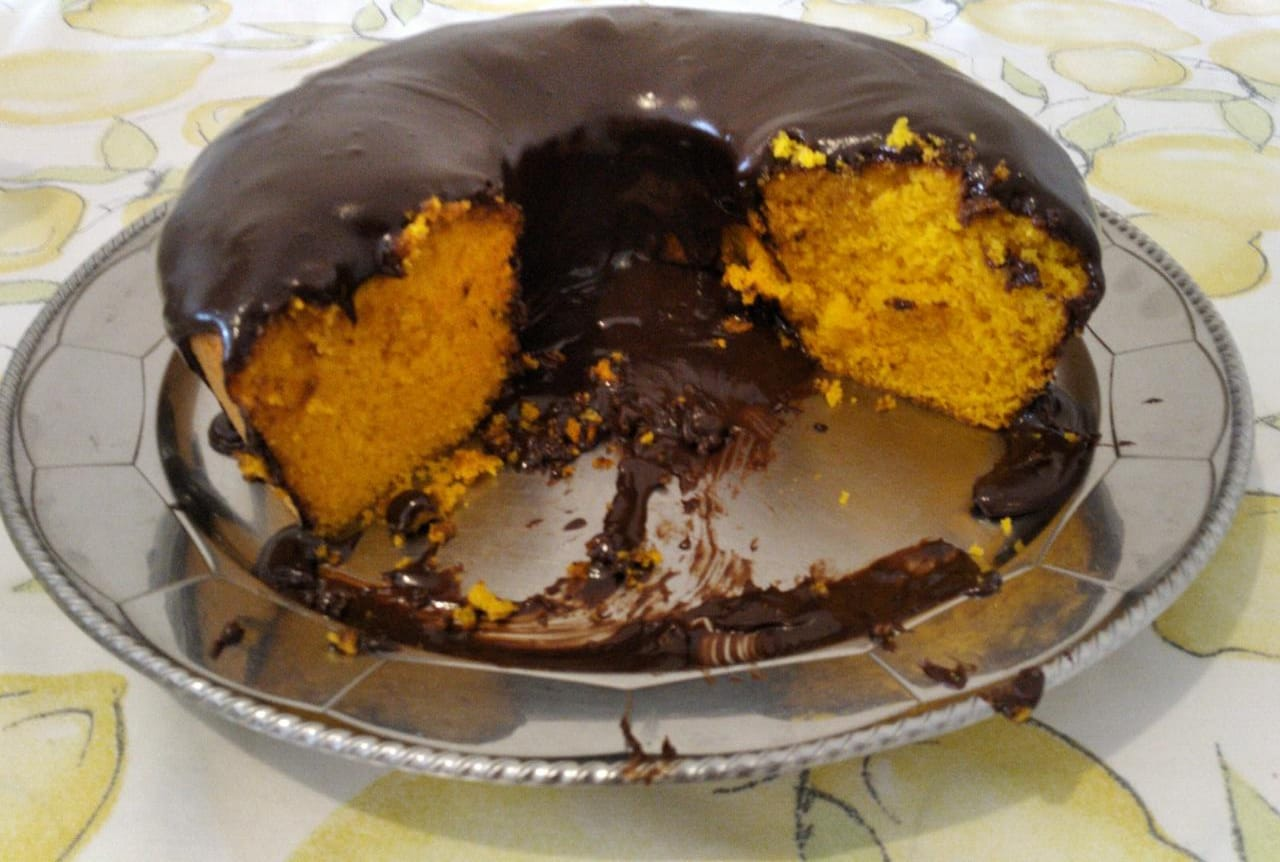
Pastel de zanahoria con cobertura de chocolate
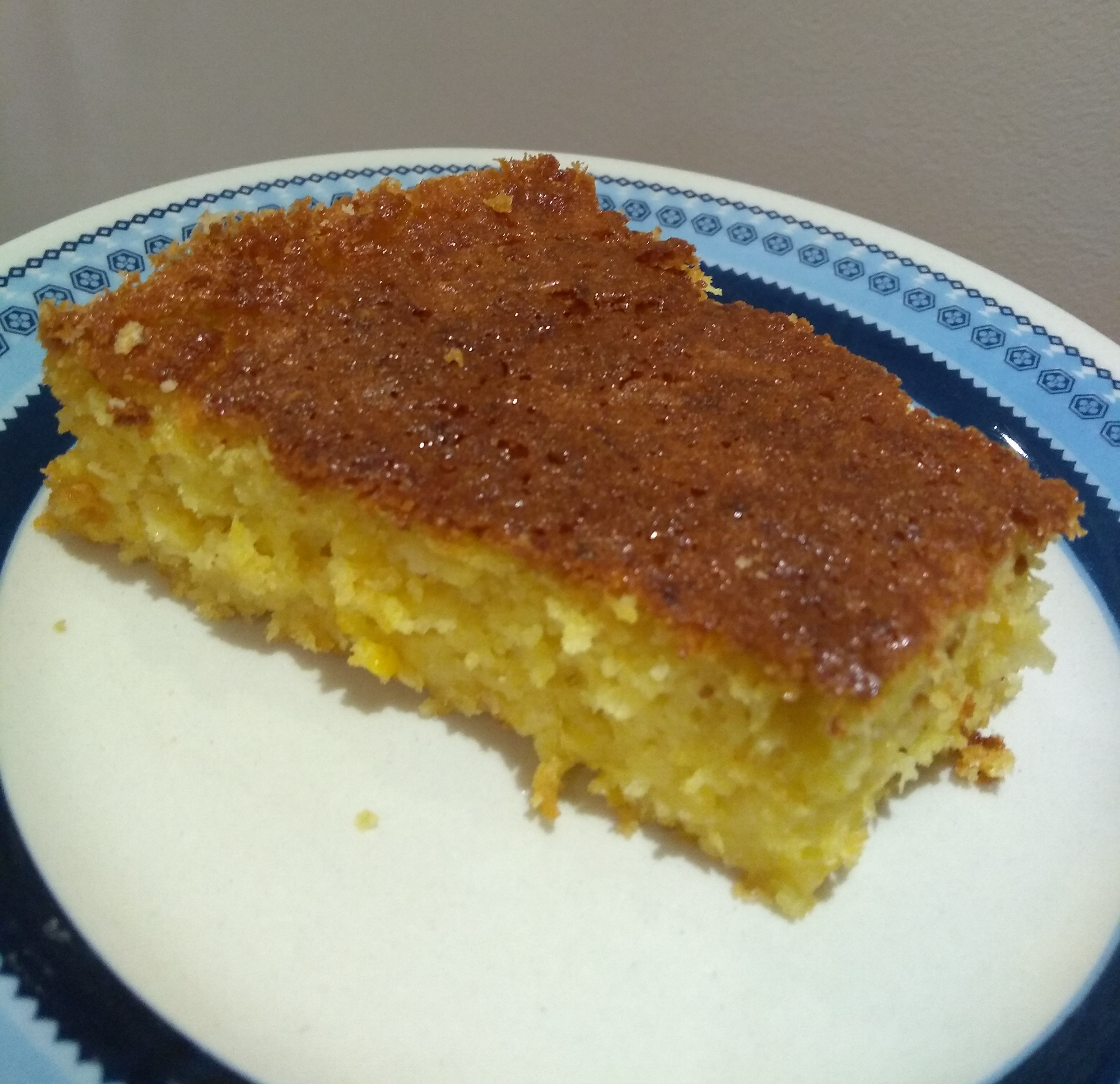
Pastel de maíz
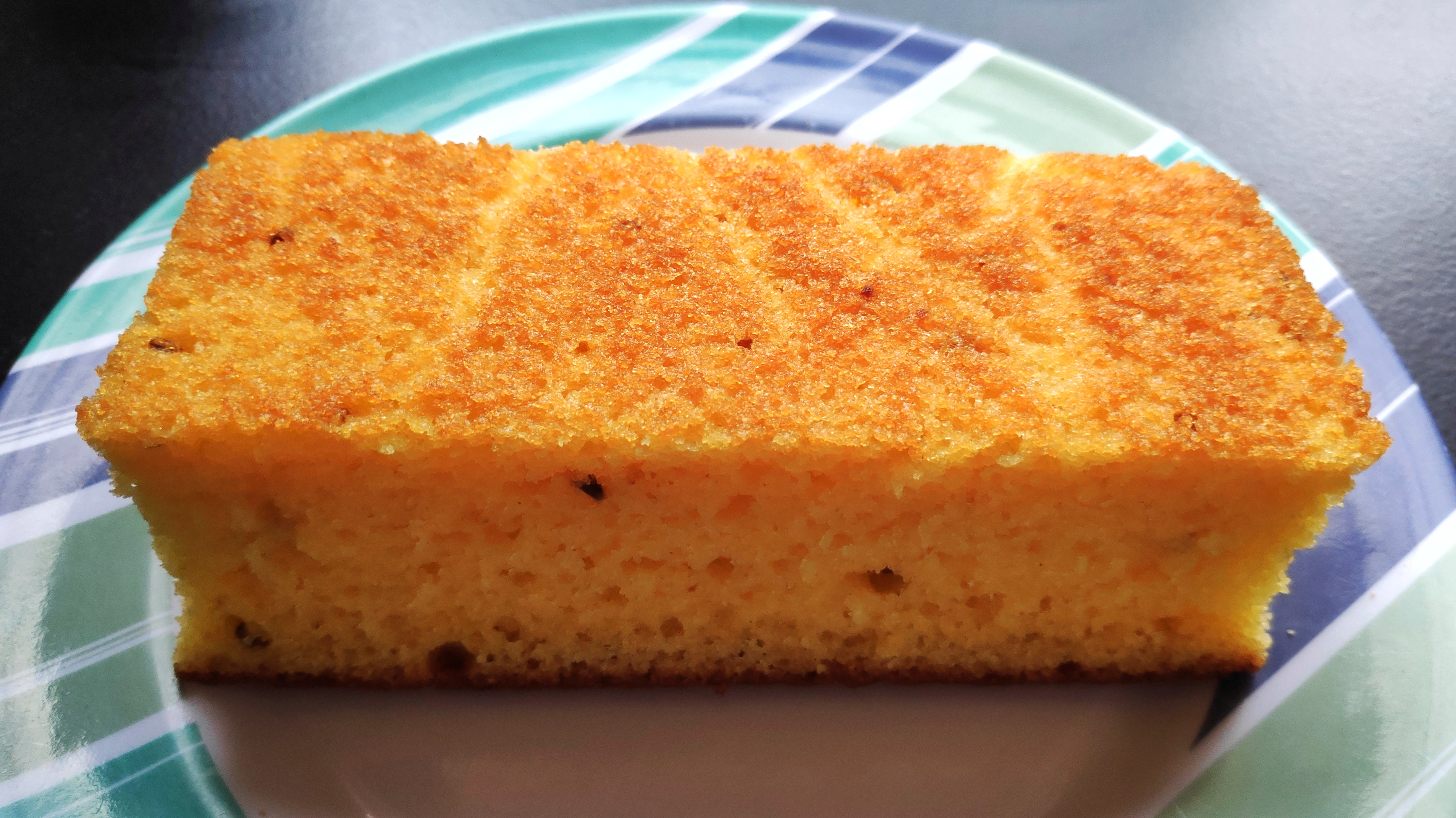
Pastel de harina de maíz
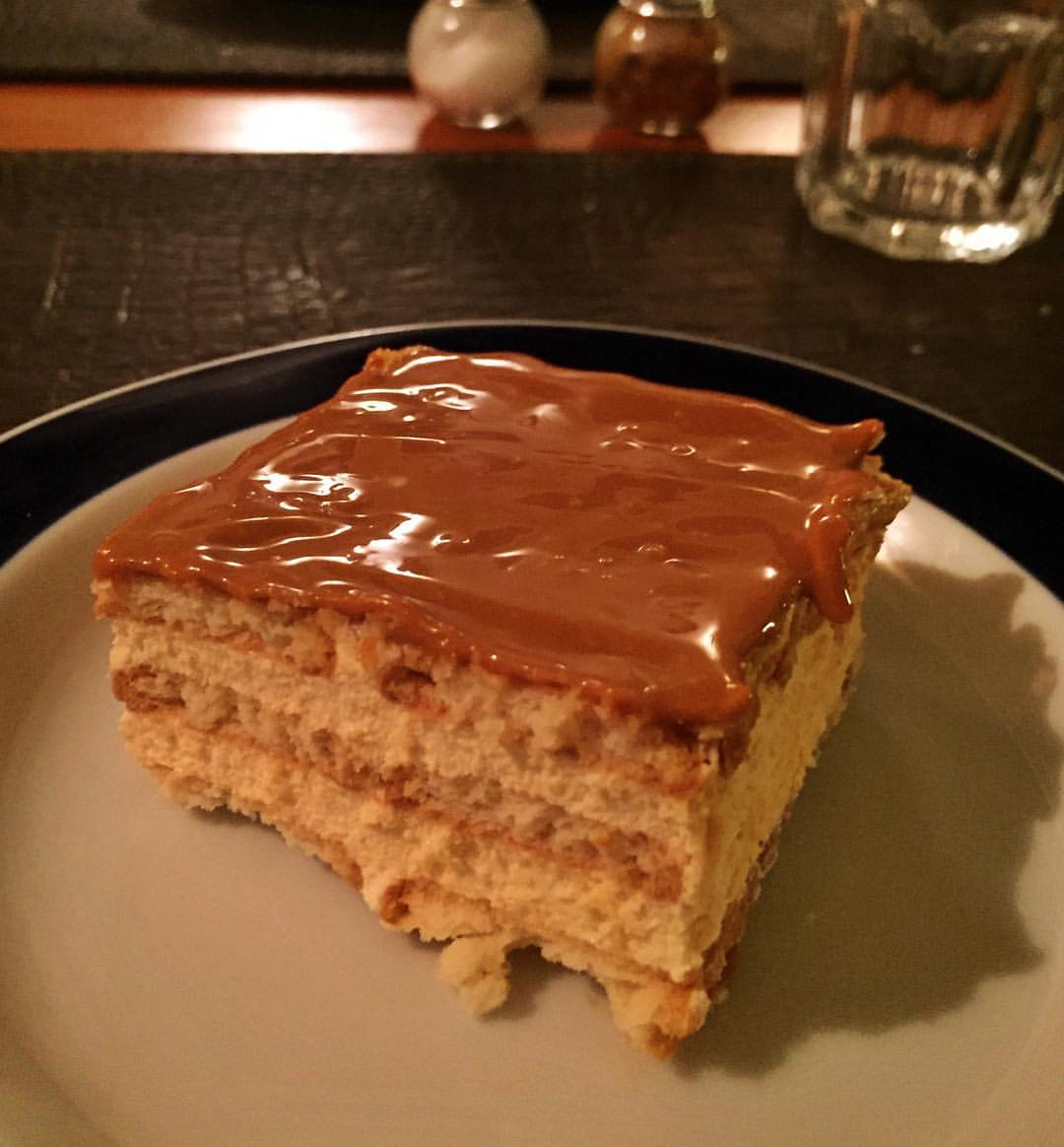
Pavê de dulce de leche

## Bebidas

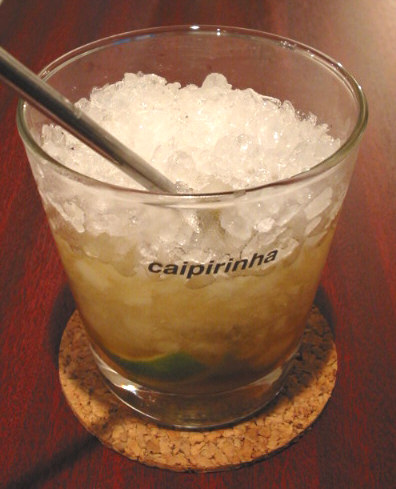
Vaso de caipiriña.

La bebida nacional es, sin duda alguna, la caipirinha, elaborada de cachaça (aguardiente de caña de azúcar), azúcar, jugo de limón y hielo. Los batidos de jugos de frutas exóticas son muy populares y una buena opción para refrescarse pues suelen ir acompañados con hielo picado. Y por supuesto, hay que probar el excelente café. Uno de los mejores del mundo, y que se pueden tomar al terminar una comida. Nada mejor que un "Landon" (cafecito) bien cargado, sin leche y con azúcar.
- Batida: Cóctel típico de la cocina brasileña, jugo de frutas batido con cachaça y azúcar.
- La Caipirinha, cóctel elaborado con Cachaça y limón.
- La Cachaça, alcohol de caña de azúcar.
- Guaraná, una refrescante bebida carbonatada hecha de guaraná de la selva amazónica.
- Chimarrão
- Suco de caju - (jugo hecho de anacardo)
- Licor de jabuticaba - (Licor hecho de jabuticaba)
- Limonada suíça (limonada suiza), preparada con trozos de lima con ralladura, cubitos de hielo, azúcar y agua.
- Quentão, que significa "muy caliente", es una bebida brasileña caliente hecha con cachaza y especias. A menudo se sirve durante las celebraciones conocidas como Festas Juninas (Fiestas de Junio).
- Água de Coco
- Caldo de cana

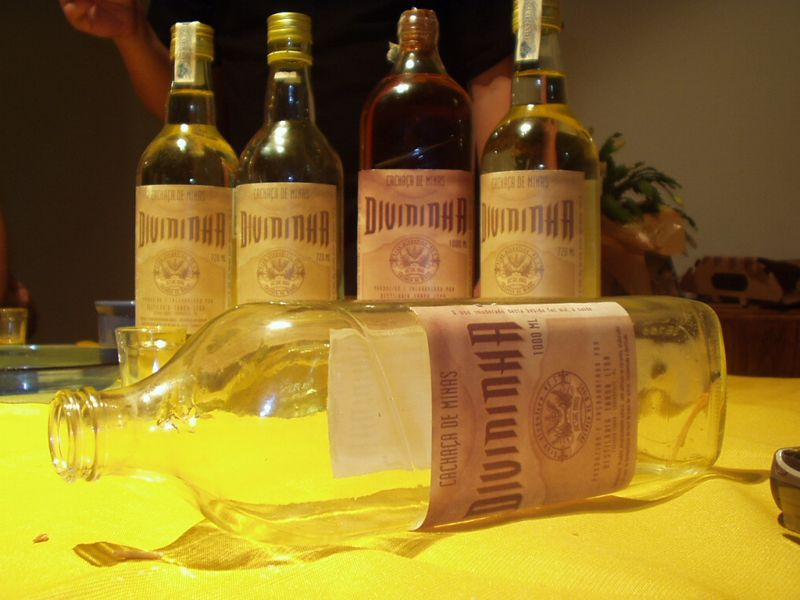
Cachaça
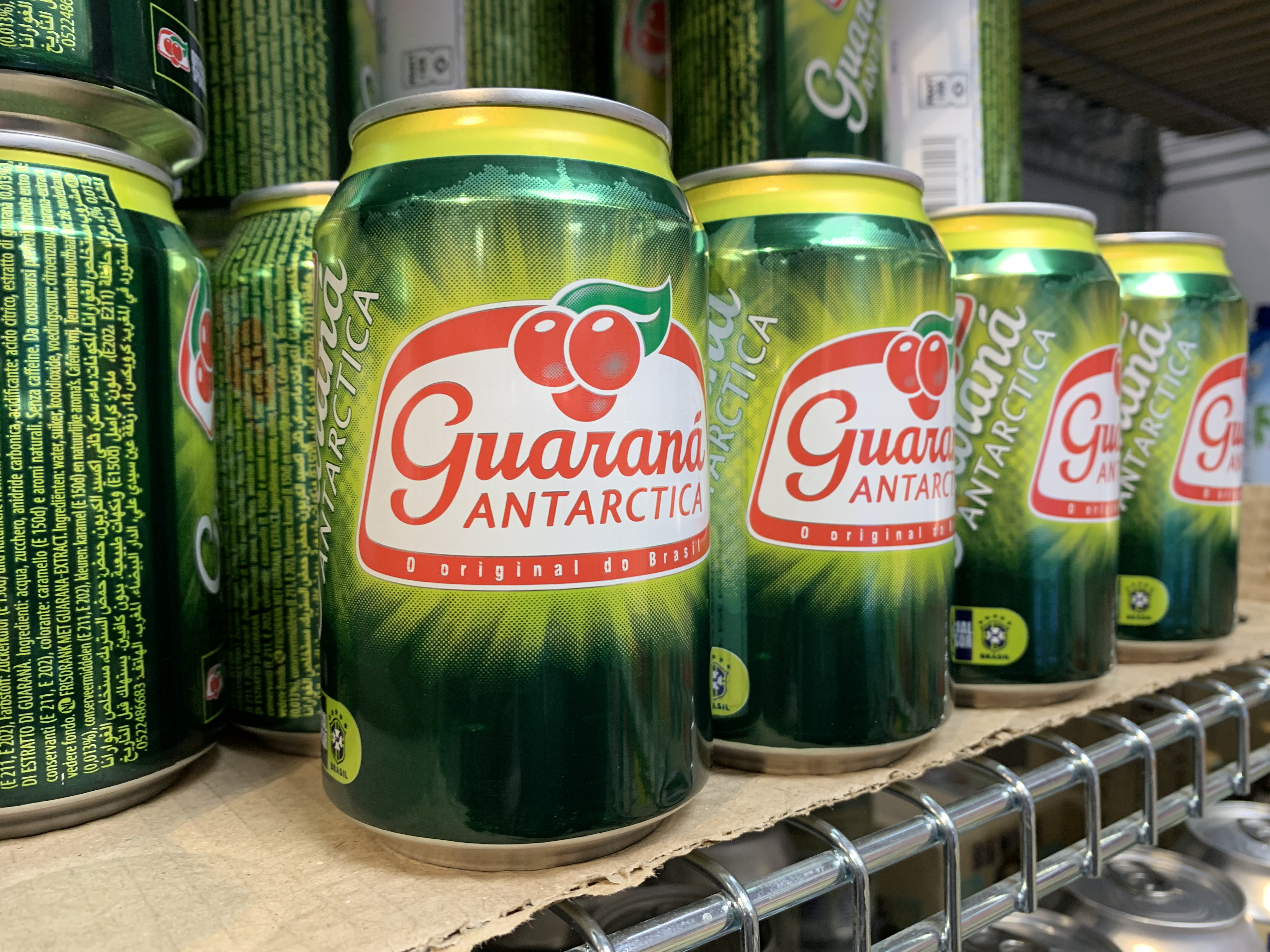
Guaraná
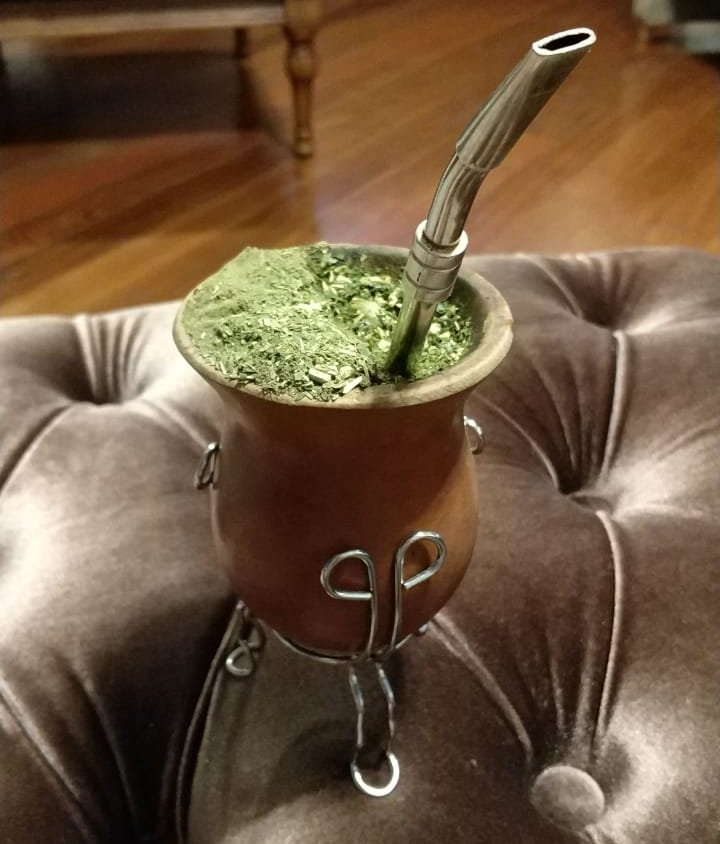
Chimarrão
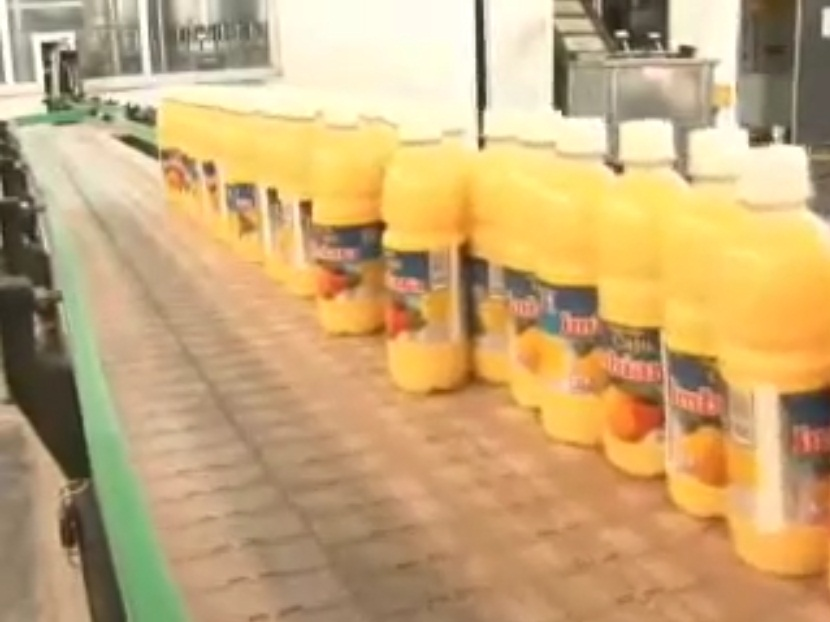
Suco de caju
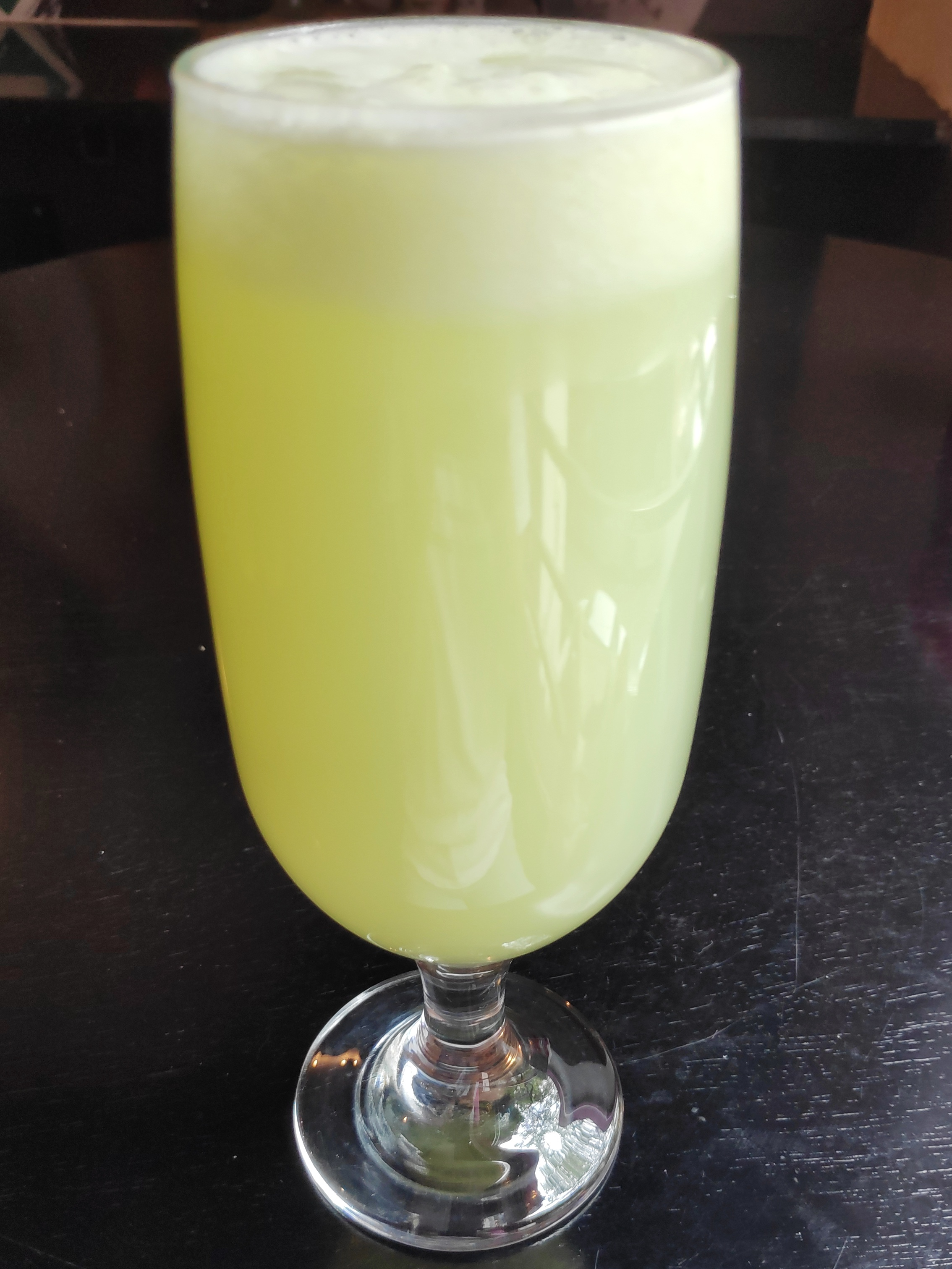
Limonada suíça

## Folclore y supersticiones alimentarias
La mayoría de las supersticiones alimentarias brasileñas en la mesa tienen su origen en la cocina portuguesa.
Algunas tribus indígenas evitaban apenas comer sus animales tótem y los esclavos tenían la costumbre de no dejar restos de comida en el plato para que no pudiesen ser empleados por sus enemigos. A base de las restricciones y de evitar la mezcla de diferentes comidas y bebidas tras la ingesta de ciertos alimentos
La ensalada de frutas, por ejemplo, era mal vista debido a eso.
De la misma forma, la ingestión de cachaça tras ciertos alimentos como la leche, los mangos, las berenjenas, las bananas y la harina. o la leche con piñas. La leche no se debía mezclar y se creía que hacía mal a la salud
Otras restricciones involucran comer en exceso ya que causaría dolencias, como el consumo de la caña de azúcar, sin embargo algunas bebidas como la cachaça se creía que aminoraba los efectos de la gripe y de los resfriados.